# МиГ-23
МиГ-23 (изделие «23-11», по кодификации НАТО: Flogger в переводе с англ. — «Бичеватель») — советский многоцелевой истребитель третьего поколения с крылом изменяемой стреловидности, разработки ОКБ-155. Выпускался большой серией до 1985 года, поступал на вооружение частей истребительной авиации и авиации ПВО. Активно экспортировался за рубеж.
На базе ударного варианта МиГ-23 был разработан и серийно выпускался лёгкий фронтовой бомбардировщик МиГ-27.

## История создания
История создания самолёта МиГ-23 уходит к началу 1960-х годов, когда в ОКБ-155 пришли к выводу, что оптимальная с точки зрения аэродинамики компоновка самолёта МиГ-21 не позволяет установить на нём более мощный радиолокатор из-за недостатка места в носовом конусе воздухозаборника. Предполагалось переместить воздухозаборник вбок или вниз, а в заново спроектированной носовой части фюзеляжа установить новую прицельную РЛС «Сапфир». За базовую машину взяли МиГ-21ПФ, на котором изменили носовую часть, установили двигатель Р21Ф-300 с нижним подфюзеляжным воздухозаборником и переднее горизонтальное оперение. Самолёт получил индекс Е-8, или МиГ-23 (по названию новой разрабатываемой системы вооружения С-23). Опытная машина Е-8/1 была готова к испытаниям 2 марта 1962 года, а 17 апреля её поднял в воздух ведущий лётчик-испытатель ОКБ-155 Георгий Мосолов. Самолёт Е-8/2 поднялся в воздух 29 июня 1962 года. Начались лётные испытания обоих экземпляров.
Особенные трудности при полётах вызывала система регулирования проходного сечения воздухозаборника. Автоматика на опытных машинах была отключена, а управление подвижной панелью клина выполнялось лётчиком вручную, что не раз вызывало помпаж двигателя и его остановку в воздухе. После десятого полёта автоматику подключили, и дальнейшие полёты выполнялись с целью корректировки программы автоматического управления воздухозаборником.
11 сентября 1962 года, при очередном испытательном полёте машины Е-8/1 на скорости, соответствующей числу М = 1,7, произошло разрушение диска 6-й ступени компрессора двигателя. Образование обломков привело к повреждению самолёта, с отказом обеих гидросистем и потерей управления. Лётчик-испытатель Георгий Константинович Мосолов катапультировался, но получил тяжёлые травмы. После этого испытания Е-8 решением МАП были прекращены.
Дальнейшее развитие получил проект Е-8М (также называвшийся МиГ-23). Проектные работы по новому самолёту начались в ОКБ-155 в соответствии с Постановлением Совета Министров СССР № 1199-445 от 3 декабря 1963 года и по приказу МАП № 453сс от 21.12.1963 года.
Первоначально по программе проектировался опытный самолёт с укороченным взлётом и посадкой (УВП) Е-7ПД («изделие 23-01»), построенный на базе серийного МиГ-21С. На самолёт планировалась установка одного маршевого и двух подъёмных турбореактивных двигателей для уменьшения взлётно-посадочной дистанции. В качестве маршевого двигателя был выбран новый двигатель Р-27Ф-300 ОКБ К. Р. Хачатурова, разработанный на базе ТРД Р-11Ф2С-300 (от МиГ-21 и Як-28). Подъёмные двигатели РД36-35 разработки ОКБ-36 П. А. Колесова. Для обеспечения работы ПД предназначался выдвижной воздухозаборник сверху фюзеляжа за кабиной и сопла двигателей со специальными решётками, позволяющими отклонять газовую струю назад на 10° при взлёте, и вперёд на 5° при посадке. Боковые воздухозаборники маршевого двигателя освобождали носовую часть самолёта для размещения там новой мощной РЛС «Сапфир-23» (на опытной машине не ставилась).
В соответствии с ПСМ № 364-134 от 30.04.1965 года и по приказу № 85сс от 21.05.1965 года для отдельной отработки подъёмных двигателей был построен опытный самолёт 23-31, представляющий собой МиГ-21 с удлинённым фюзеляжем, в котором разместили два дополнительных двигателя РД36-35.
Самолёт 23-01 начали строить в марте 1966 года, и 30 ноября 1966 года его перекатили в Жуковский на лётно-испытательную станцию ОКБ. 3 апреля 1967 года самолёт, пилотируемый лётчиком-испытателем П. М. Остапенко, поднялся в воздух. Опытный самолёт выполнил несколько (четырнадцать?) испытательных полётов. В последний раз машину подняли в воздух 9 июля для демонстрационного полёта на воздушном параде в Домодедово, после чего все работы были прекращены как бесперспективные — подъёмные двигатели усложняли конструкцию, занимали место и объём внутри фюзеляжа, сокращали количество возимого топлива и уменьшали полезную нагрузку.
В это же время в ОКБ-155 уже проводились исследовательские работы по крылу изменяемой стреловидности, строились модели для продувки в аэродинамической трубе ЦАГИ Т-106М и Т-109. Исследования ЦАГИ по самолётам с изменяемой геометрией крыла были отмечены Государственной премией в 1965 году.
После прекращения программы по самолёту 23-01 приоритет приобрели работы по самолёту 23-11 с изменяемой геометрией крыла. В 1965 году вышел приказ по МАП о начале работ в ОКБ-155 по самолёту «изделие 23-11» под техническим руководством А. А. Андреева.
В течение первых трёх месяцев 1966 года был готов эскизный проект и началась постройка машины.
Самолёт «23-11/1» был оснащён маршевым двигателем Р-27Ф-300. Стреловидное высокорасположенное крыло было снабжено закрылками по всему размаху и выпускаемыми синхронно с ними предкрылками и могло перемещаться на углы от 16° до 72°. Основные стойки шасси оригинальной конструкции по сложной траектории «втягивались» в фюзеляж, занимая минимальный внутренний объём. Колёса большого диаметра обеспечивали эксплуатацию машины с грунта. Основной сборочный узел планера — цельносварная стальная (из сплава ВНС-2) центральная секция фюзеляжа сложной формы — центральный силовой бак-отсек. На самолёте был установлен цельноповоротный стабилизатор и оригинальный подфюзеляжный киль, складывающийся при посадке.
10 июня (по другим данным — 9 июня) 1967 года шеф-пилот ОКБ А. В. Федотов выполнил на опытном самолёте первый полёт. Уже во втором испытательном полёте 12 июня Федотов проверил самолёт с перестановкой крыла в полном диапазоне от 16 до 72 градусов. В третьем полёте самолёт был проверен на сверхзвуковой скорости М = 1,2.
В соответствии с ПСМ № 1056-356 от 17.11.1967 года по пр. № 419сс от 12.12.1967 года были уточнены ТТХ самолета МиГ-23 с крылом изменяемой геометрии и системой вооружения С-23 и утверждены сроки предъявления на госиспытания: с ракетами К-23 с ТГСН – в 4-м квартале 1968 г., с Х-23 – во 2-м квартале 1969 г. и с К-23 с РЛГСН – в 4-м квартале 1969 г. Требовалось построить в 1967-68 гг., помимо одного ранее изготовленного, три опытных машины, а к 1969 г. — учебно-боевой вариант МиГ-23У.
Началась постройка первой опытной партии самолётов. На машину «23-11/3» была установлена РЛС «Сапфир-23». Одновременно РЛС отрабатывалась на летающей лаборатории на базе пассажирского самолёта. Всего в программе заводских и Государственных испытаний было задействовано девять машин. В полётах участвовали лётчики ОКБ-155: П. М. Остапенко, М. М. Комаров, Б. А. Орлов и А. Г. Фастовец, а также испытатели ЛИИ и ГК НИИ ВВС. На машине «23-11/1» установили и испытали более мощный двигатель «изделие Р-44». 21 мая 1969 года совершил первый полёт серийный истребитель МиГ-23С, а к концу этого года он был представлен на Государственные испытания, которые продлились в общей сложности четыре года.
9 декабря 1970 года, в самый разгар Государственных испытаний самолёта, скончался Генеральный конструктор ОКБ-155 А. И. Микоян. Дальнейшие работы по программе шли под руководством Р. А. Белякова.
Серийное производство самолёта было организовано на Московском заводе № 30 «Знамя труда», однако из-за неготовности РЛС «Сапфир-23» на первые передаваемые военным самолёты ставился РП-22 от МиГ-21, отсутствовал теплопеленгатор ТП-23. Параллельно шли доводочные испытания самолёта и многочисленные доработки и изменения конструкции.
В течение 1969—1970 годов на «Знамени труда» построили около 50 МиГ-23С (получившие шифр «изделие 2»), после чего предприятие перешло на выпуск новых модификаций самолёта. Первые серийные МиГ-23С с двигателями Р-27Ф-300 получил Липецкий ЦБП и ПЛС.
Был разработан опытный самолёт 23-41 с двигателем АЛ-21Ф-3 тягой 11 500 кгс, который устанавливался на самолётах Су-24 и Су-17М. Первый полёт на самолёте 23-41/1 (бортовой номер 241) выполнил 20 августа 1970 года П. М. Остапенко. Несмотря на улучшение ЛТХ самолёта, было принято решение эти двигатели на МиГ-23 не ставить из-за недостаточных производственных мощностей моторостроительного завода (впоследствии небольшая партия МиГ-23Б всё же получила эти двигатели).
В 1971 году было разработано новое крыло увеличенной площади «с зубом» (вариант № 2), с аэродинамической круткой и без предкрылка, и выпущена небольшая партия самолётов с двигателем Р27Ф2М-300 (МиГ-23 образца 1971 года). 14 марта 1972 года лётчик-испытатель А. Г. Фастовец получил задание проверить в полёте прочность нового крыла, для чего он должен был при выходе из пикирования дать максимальную перегрузку. На высоте 1000 метров при перегрузке 7,3 ед. разрушился центральный бак-кессон, что привело к разрушению и потере самолёта. Лётчик успел катапультироваться. По результатам расследования была полностью изменена технология изготовления этого агрегата. Из-за отсутствия предкрылков самолёт стал предрасположен к сваливанию на малых скоростях — для лётчика-испытателя ЛИИ Энн Каарма это закончилось гибелью.
Ввиду неудовлетворительных срывных и штопорных характеристик самолёта был проведён большой комплекс испытательных работ по исследованию и последующего комплекса доработок. По данным лётчика-испытателя В. Меницкого, было потеряно 68 самолётов типа МиГ-23 только из-за потери устойчивости и управляемости на больших углах атаки.
С 1973 года крыло увеличенной площади «с зубом» получило предкрылки и стало называться «вариантом № 3». С этим крылом в дальнейшем строились все варианты и модификации МиГ-23 и МиГ-27.
25 июня 1983 года были начаты полигонные испытания на малозаметность самолёта МиГ-23 (бортовой номер 5029) с радиопоглощающим покрытием. Пилот М. О. Толбоев.

## Конструкция
Самолёт выполнен по нормальной аэродинамической схеме с высокорасположенным крылом изменяемой стреловидности, цельноповоротным горизонтальным оперением и трёхопорным шасси с управляемым передним колесом.

### Фюзеляж
Фюзеляж МиГ-23 — полумонокок овального в плане сечения, переходящий в прямоугольное со скруглением. Технологически фюзеляж выполнен из большого количества панелей, соединённых контактной электросваркой и заклёпками. Конструктивно фюзеляж по шпангоутам (рамам) делится на носовую Ф-1 (шп. № 3-28) и хвостовую Ф-2 (шп. № 28А-42) части.
Носовая часть включает радиопрозрачный обтекатель, отсек РЛС и электронного оборудования (между шп. № 1-6), кабину лётчика и отсек передней опоры шасси под ней (шп. № 6-11), закабинный гермоотсек оборудования (шп. № 11-14) разделён продольной перегородкой (под отсеком установлена пушка), топливный бак № 1 (между шп. № 14 и № 18), силовой интегральный бак-отсек № 2 (рамы № 18-20), бак № 3 (верхняя часть между шп. № 22 № 28) и двигательный отсек (шп. с № 20 по № 28).
Воздухозаборники прямоугольного в плане сечения крепятся к Ф-1 в районе 4-18 шпангоутов. Входные части воздухозаборников отделены от обшивки борта на 55 мм, образуя щель для слива пограничного слоя из носовой части фюзеляжа, имеют обечайку и рассекатель. Внутри каждого в/заборника находится регулируемая панель клина. В районе 14-го шпангоута под неподвижной частью крыла на каждом в/заборнике расположены по две створки подпитки.
Кабина одноместная, с катапультным креслом КМ-1М, герметизированная. Фонарь кабины состоит из откидной части и козырька. Откидная часть открывается вверх и назад с помощью пневматического цилиндра, а при рулении или на стоянке может быть приподнята на 100 мм. Козырёк состоит из плоского лобового бронестекла с обогревом и боковых стёкол. На переплёте откидной части фонаря установлен перископ ТС-27АМШ для обзора задней полусферы. На передней дуге откидной части фонаря установлены два зеркала, которые предназначены для обзора плоскостей крыла. Под полом кабины находится ниша передней стойки шасси.
За кабиной находится герметичный и термостабилизированный отсек оборудования. В отсеке на специальной выдвижной этажерке, а также и по стенкам отсека размещены различные электронные блоки. Под полом отсека расположена лафетная установка с пушкой ГШ-23Л. Сверху на фюзеляже находится гаргрот — объёмный обтекаемый элемент, закрывающий проводку управления, трубопроводы и части систем, выступающих за фюзеляж.
Ф-2 конструктивно сделана отъёмной, что необходимо при замене двигателя. В ней размещены: форсажная камера, регулируемое сопло двигателя и бустеры стабилизатора; к хвостовой части крепятся горизонтальное и вертикальное хвостовое оперение, гондола тормозного парашюта, четыре тормозных щитка, конус и сопло внешнего контура. Между форсажной камерой и обшивкой фюзеляжа располагается гофрированный тепловой экран из жаропрочной стали.

### Крыло
Крыло состоит из центроплана, выполненного как одно целое с цельносварным силовым баком-отсеком № 2, и двух поворотных трапециевидных консолей. Изменение угла стреловидности консолей осуществляется в пределах 16°—72° (имеются три предустановленных положения: 16°, 45° и 72°, но в реальности они на 2° 40″ больше).
Центральный отсек крыла — основной силовой элемент неподвижной части крыла. Он приваривается к верхним частям рам № 18 и № 20. В отсеке размещаются узлы поворота консолей (они же — узлы крепления консолей) и отсеки крыльевых топливных баков.
Узел поворота крыла представляет собой сварную кессонную конструкцию, переходящую в мощную вилку, в которую вставляется поворотный узел подвижной консоли. Поворотная часть крыла двухлонжеронная. Консоль технологически делится на носовую, центральную и хвостовую части. Вихреобразующий «клык» имеет радиопрозрачную обшивку. Поворот консолей производится двухканальным гидромотором системы СПК-1, который имеет винтовые шариковые преобразователи ИП-23, преобразующие вращательное движение в поступательное (управление перекладкой консолей — при помощи рычага, установленного в кабине на левом борту, рядом с РУД). Хотя предусмотрено три фиксированных положения крыла — 16, 45 и 72 градусов, фактически крыло может переставляться на любой рабочий угол от 16 до 72 градусов, в том числе в промежуточные положения. Так, например, при перегонке самолёта оптимальной стреловидностью крыла считалось положение около 30°. В дальнейшем (на модификации МЛД) механизм задатчика положения крыла получил ещё одно фиксированное положение на 32° — для боевого маневрирования.
Отклоняемый на 20 градусов носок поворотной части крыла — четырёхсекционный. Секции связаны между собой тягами управления. Отклонение и уборка производятся от общей гидросистемы. Для исключения образования щели между носком и верхней поверхностью крыла служит козырёк из стали, по которому скользит профиль носка.
Лонжероны крыла изготовлены методом горячей штамповки из алюминиевого сплава. Герметизация отсеков крыла осуществляется герметиком, нагнетаемым через отверстия под болты, соединяющие панели обшивки с каркасом, в канавки, расположенные по всему периметру отсека. Второй герметизирующей барьер — резиновый жгут (валик), проложенный по всему периметру между каркасом и панелями. На верхней поверхности крыла имеется двухсекционный интерцептор.
Закрылок — трёхсекционный, его носовая часть выполнена из титанового сплава (1-я секция) и алюминиевого сплава (2-я и 3-я секции). Хвостовая часть закрылка представляет собой сотовый блок, образованный обшивкой из алюминиевого сплава и заполнителем из алюминиевой фольги толщиной 0,03 мм. По наружной поверхности закрылка проложена лента из стали, по которой скользит бобышка на прижимном щитке, закрывающая щель выреза в фюзеляже (в неё входит крыло при повороте). Управление закрылками осуществляется при помощи гидроцилиндров от общей гидросистемы. Все три секции закрылков соединены между собой цангами, но каждая секция управляется своим гидроцилиндром. Полный угол отклонения закрылков составляет 50 градусов
Щели между поверхностью убранных консолей и фюзеляжем, а также просветы между выпущенными консолями и фюзеляжем закрываются снизу и сверху неподвижными и подвижными щитками, которые одновременно выполняют роль аэродинамических зализов. Щитки обеспечивают необходимое уплотнение на любом угле атаки и при деформации крыла.
Неподвижные щитки центроплана — панели клёпаной конструкции, закреплённые на узле поворота крыла. На эти панели навешиваются нижний и верхний неподвижные щитки центроплана. Передние верхние и нижние щитки прижимаются к поверхности крыла при помощи пневмоцилиндров, закреплённых на фюзеляже. Для снижения трения к профилям герметизации неподвижных и подвижных щитков прикреплены фторопластовые накладки. Вертикальные шторки нижних щитков закрыты обтекателями. Между шторками и обтекателями с одной стороны и фюзеляжем — с другой также имеются фторопластовые накладки.

### Оперение
Цельноповоротное горизонтальное оперение с косой осью вращения состоит из двух половин стабилизатора. Каждая половина стабилизатора состоит из переднего стрингера, лонжерона, набора нервюр и обшивки. Центральная часть имеет фрезерованные панели, носовая и хвостовая части — клёпаные. Внутри хвостовой части — сотовое заполнение. Каждая половина стабилизатора вращается на двух подшипниках. Корневой подшипник —комбинированный (игольчатый и сферический), установлен в бортовой нервюре, концевой — роликовый, расположен внутри стабилизатора. В режиме поперечного управления (для создания крена самолёта) одна половина стабилизатора отклоняется вверх, другая вниз на один и тот же угол, не превышающий 10° при угле установки крыла 16—55° и 6,5°, при угле установки крыла более 55°.
Вертикальное оперение включает киль и руль поворота. Каркас киля состоит из переднего стрингера, двух лонжеронов, набора листовых штампованных нервюр, фрезерованной нервюры № 9 и бортовой нервюры. Вся средняя часть киля изготовлена из фрезерованных панелей. В верхней части имеется радиопрозрачная законцовка с антеннами. Руль поворота крепится к килю на трёх опорах. Носок руля — стальной, штампованный, в нём расположены демпферы СД-16-5000-0 А. Обшивка выполнена из алюминиевого сплава. Внутри носка имеется сотовый заполнитель.
В нижней задней части фюзеляжа для улучшения путевой устойчивости установлен подфюзеляжный гребень, который убирается (складывается вправо) перед посадкой и выпускается после взлёта и уборки шасси.

### Система управления полётом и взлётно-посадочная механизация крыла
Управление самолётом в кабине лётчика осуществляется ручкой продольно-поперечного и педалями путевого управления. В качестве управляющих элементов используется двухрежимный цельноповоротный стабилизатор, интерцепторы и руль направления. В качестве силовых приводов применяются необратимые двухкамерные бустеры (БУ-170А стабилизатора и БУ-190А интерцепторов), в канале руля направления — однокамерный БУ-270.
При управлении по тангажу консоли (половины) стабилизатора отклоняются синхронно. При управлении по крену консоли стабилизатора отклоняются дифференциально, а для повышения их эффективности на верхней поверхности крыла установлены двухсекционные интерцепторы. При минимальной стреловидности крыла 16 градусов интерцепторы отклоняются на полный угол 45 градусов, с увеличением стреловидности их полный угол пропорционально уменьшается и при максимальном угле стреловидности крыла 72 градуса интерцепторы не отклоняются вообще.
Передача угловых перемещений ручки и педалей на бустеры — прямая механическая. В качестве исполнительных механизмов автопилота АПП-155 (САУ-23) применяются включённые в проводку управления через дифференциальные качалки электрические механизмы типа «раздвижная тяга» РАУ-107А. Для создания дополнительных усилий на ручке установлены пружинные загружатели, для снятия нагрузки — механизмы триммерного эффекта.
Отклонение закрылков осуществляется шестью гидроцилиндрами на три фиксированных угла: закрылки убраны, закрылки во взлётном положении 25 градусов, закрылки в посадочном положении — 50 градусов. Для предотвращения рассогласования закрылков на самолёте установлен механический синхронизатор. При установленных крыльевых подвесных баках выпуск закрылков на угол 50 градусов заблокирован. Также заблокирована перестановка крыла при выпущенных закрылках. На самолётах с № 1702 устанавливаются отклоняемые четырёхсекционные носки крыла. Одновременно с выпуском закрылков секции носка отклоняется на 20 градусов. Привод закрылка и носка от бустерной гидросистемы. В задней части фюзеляжа, в районе сопла двигателя установлены четыре тормозных щитка, которые синхронно выпускаются гидроцилиндрами на полный угол, при нажатии кнопки на РУД.

### Силовая установка
На различные модификации самолёта МиГ-23 устанавливались следующие двигатели — Р27Ф2М-300 (изделие 47М), Р29-300 (изделие 55), Р29Б-300 (изделие 55Б), Р-35 (изделие 77). В силовую установку входит сам двигатель, его системы, а также система управления воздухозаборником.
Управление режимами работы двигателя производится рукояткой управления двигателя в кабине, усилия от перемещения которой передаются посредством механических тяг к двигателю (Р29-300) на автомат дозировки топлива АДТ-55, регулятор сопла и форсажа РСФ-55 и агрегат форсажной тяги АФТ-300ТМ. Топливо к топливному насосу двигателя ДЦН-58 подаётся насосами подкачки из расходных баков.
Для повышения надёжности запуска двигателя на больших высотах на самолёте стоит система кислородной подпитки двигателя. Газообразный кислород заряжается на земле в баллон подпитки до давления 135+150 кгс/см2. При запуске двигателя в воздухе кислород из баллона, редуцированный до давления 10 кгс/см2, подаётся в воспламенители двигателя вместе с пусковым топливом.
Противопожарная система предназначена для обнаружения и тушения пожара в отсеке двигателя, и состоит из ионизационной системы сигнализации пожара и средств пожаротушения в виде баллона УБШ-3-1 с огнегасящим составом «Фреон-114В2», трубопровода и распылительного контура. Инициирование срабатывания пиротехнического крана баллона производится нажатием кнопки в кабине, при этом одновременно прекращается подача топлива в двигатель перекрывным пневмокраном.

### Система управления воздухозаборниками двигателей
Система УВД-23 предназначена для обеспечения надёжной работы двигателя и получения максимальной тяги во всех эксплуатационных режимах полёта. Площадь горла воздухозаборников и углы установки клиньев изменяются автоматически в соответствии с тремя линейными программами управления, выбор которых производится автоматически в зависимости от режима полёта. Исполнительным механизмом привода является двухканальный электрогидравлический агрегат управления АУ-35-1, установленный на стенке шпангоута № 12 и передающий управляющие усилия на обе панели клиньев одновременно посредством тяг. Чувствительными элементами системы управления являются датчики давления, воспринимающие статическое давление до и после компрессора двигателя.
При отказе автоматического управления предусмотрено ручное управления от задатчика в кабине. При падении давления в гидросистеме предусмотрен режим стопорения панелей клина гидрозамками. Также предусмотрен режим аварийной уборки.

### Гидравлическая система
Система предназначена для обеспечения работы различных гидравлических приводов на борту самолёта. Для повышения надёжности и живучести система разделена на общую гидросистему и бустерную.
Общая гидравлическая система предназначена для питания бустера руля поворота и обеспечения загрузки руля поворота; питания вторых камер бустеров стабилизатора и интерцепторов; питания второго гидромотора привода системы поворота крыла; для уборки и выпуска шасси с одновременной уборкой и выпуском поворотного гребня, автоматического затормаживания колёс шасси при уборке; выпуска и уборки закрылков и тормозных щитков; управления клиньями воздухозаборников; управления механизмом разворота колёс передней ноги шасси; управления створкой турбостартёра. Бустерная гидросистема предназначена для питания первых камер бустеров стабилизатора и интерцепторов; питания первого гидромотора привода системы поворота крыла; выпуска и уборки аварийного турбонасоса.
Источниками гидравлической энергии являются два поршневых насоса НП-70А-3 на двигателе. В случае остановки двигателя в полёте или отказа бустерного насоса для аварийного питания может использоваться турбонасос с ветродвигателем (крыльчаткой) АТН-10/1К, выпускаемый в поток воздуха, который установлен по правому борту фюзеляжа.
Кратковременными источниками энергии служат гидроаккумуляторы. В качестве рабочей жидкости гидросистем применяется гидравлическое масло АМГ-10.
Для наземной отработки самолётных систем гидравлическое давление в г/системе создаётся наземной аэродромной гидравлической станцией.

### Воздушная система
Состоит из двух независимых систем — основной и аварийной. Источниками энергии служат баллоны со сжатым воздухом под давлением 120+130 кгс/см2, конструктивно являющиеся внутренними полостями основных стоек шасси, заряжаемые перед полётом от наземного воздухозаправщика. Основная система предназначена для герметизации и подъёма крышки фонаря, торможения колёс шасси, закрытия перекрывного топливного крана, выпуска и сброса тормозного парашюта, наддува блоков радиолокационной станции, прижима крыльевых щитков, продува отсеков оборудования. Аварийная воздушная система применяется для аварийного торможения колёс, а также для выпуска стоек шасси с одновременной уборкой подкилевого гребня при отсутствии давления в общей гидросистеме.

### Электрооборудование
Система постоянного тока выполнена однопроводной, с «-» на массе. Источником электроэнергии служит стартер-генератор типа ГСР-СТ-18/70 КИС на двигателе. Аварийные источники электроэнергии — две серебряно-цинковые аккумуляторные батареи 15-СЦС-45Б, которые рассчитаны на питание потребителей без генератора в течение 25 минут.
Основным источником электроэнергии переменного тока самолёта МиГ-23 служит комбинированный генератор СГК-30/1.5, состоящий из трёхфазного генератора, выдающего напряжение 208 В, 400 Гц и однофазного генератора, выдающего напряжение 115 В, 400 Гц. Генератор работает в паре с приводом постоянных оборотов ПГЛ-30М (привод гидролопаточный), который поддерживает неизменными обороты генератора вне зависимости оборотов двигателя в пределах 8000 об/мин.
Генераторы работают с аппаратурой управления и защиты, поддерживающей параметры электропитания в требуемых параметрах в течение всего полёта.
Для питания потребителей трёхфазным напряжением 36 вольт служит трансформатор Тр-1,5/0,2. В качестве резервного источника переменного напряжения при отказе генератора переменного тока установлен электромашинный преобразователь ПТО-1000/1500 (преобразователь трёхфазно-однофазный).
Для наземного электропитания самолётных систем от аэродромного источника тока на самолёте имеются разъёмы ШРАП-500К по постоянному току, а для переменного тока — ШРА-200ЛК (однофазный) и ШРАП-400-3Ф (трёхфазный).
На некоторых модификациях самолёта установлен генератор трёхфазного переменного тока на 208 вольт типа СГК-30М, и отсутствуют первичная электросеть переменного однофазного тока 115 В, 400 Гц и розетка аэродромного питания ШРА-200ЛК.

### Шасси и тормозной парашют
Шасси — трёхстоечное. Выпуск и уборка стоек на первых сериях машины производилась от пневмосистемы, затем была заменена на гидравлику с резервированием от пневмосистемы. Одновременно с уборкой шасси выпускается подкилевой гребень
Носовая стойка имеет два колёса с бескамерными шинами 520×125 мм и брызговиками, основные стойки — по одному тормозному колесу с бескамерными шинами 840×290 мм и грязезащитными щитками.
Основная стойка состоит из сварной балки, поворотного узла, консольной полувилки, механизма дополнительного разворота и выносного амортизатора. Амортизатор и полувилка закреплены на поворотном узле, установленном на балке и фиксирующимся от поворота при выпущенном шасси упорным болтом и кинематическим замком, образуемым качалкой и тягой. При уборке стойки основного шасси складываются в нишу фюзеляжа между шпангоутами № 20 и № 22.
Носовая стойка шасси убирается в нишу под полом кабины лётчика. Для руления она оборудована механизмом разворота колёса МРК-З0, предназначенным для разворота колёс на углы, пропорциональные отклонению педалей путевого управления. При повороте передних колёс на угол более 12 градусов для улучшения манёвренности самолёта на земле автоматически подключается система подтормаживания колёса на соответствующей основной стойке шасси. Также носовая стойка оборудована механизмом автоматического возврата колёса в нейтральное положение.
Тормоза колёс — дисковые, система торможения пневматическая. Колёса основных стоек оборудованы антиюзовыми автоматами. Для сокращения пробега при посадке может применяться тормозной парашют ПТ-10370-65. Контейнер парашюта установлен в нижней части киля. Замки выпуска парашюта и его сброса работают от воздушной системы с давлением 60 кгс/см2. Управление парашютом — кнопками в кабине лётчика. Ограничение посадочной скорости самолёта по прочности парашюта — 320 км/час.

### Топливная система
Топливо на самолёте используется не только для питания двигателя, но и как рабочее тело в системе командного топлива, и как хладагент в магистралях охлаждения.
На МиГ-23С имеются 4 фюзеляжных бака и 6 крыльевых баков, с суммарной ёмкостью 4250 л. В дальнейшем топливная система самолёта менялась, в частности на ряде модификаций отсутствовал 4-й бак и количество крыльевых баков было уменьшено до 4 (на модификациях МЛ и МЛД заправка без ПТБ составляет 4200). Возможна подвеска 1—3 ПТБ: 1 подфюзеляжного ёмкостью 800 л, и 2 подкрыльевых по 480 л.
Питание двигателя топливом производится из двух отсеков отрицательных перегрузок, которые размещены в нижней части бака № 2 (расходного). Внутри каждого отсека установлен электрический насос подкачки с клапаном отрицательных перегрузок, обеспечивающими бесперебойную подачу топлива к топливному насосу двигателя ДЦН-58 при отказе любого из подкачивающих насосов.
Порядок расхода топлива. Из бака № 1 топливо перекачивается насосом в бак № 2, лишнее топливо сливается назад в бак № 1 по трубопроводу. Из-бака № 3 топливо перекачивается насосом в бак № 2. Из крыльевых баков, бака № 4 и подвесных баков (при установке) топливо выдавливается в бак № 2 воздухом наддува. Порядок расхода топлива обеспечивается системой клапанов и сигнализаторов уровня (т. н. система командного топлива).
Система охлаждения топливом. Топливо охлаждает электродвигатели всех топливных насосов, горячее масло в топливно-масляном радиаторе двигателя, гидропривод постоянных оборотов ПГЛ-30М и антифриз в топливно-жидкостном радиаторе ТЖР.
Система наддува и дренажа. Воздух в систему наддува отбирается от последней ступени компрессора двигателя и направляется по самостоятельным магистралям для наддува фюзеляжных баков № 1, 2 и 3; фюзеляжного бака № 4; крыльевых отсеков и подвесных баков. Система дренажа баков предназначена для отвода воздуха при их заправке топливом.
Пистолетная заправка всех баков выполнялась через заливные горловины баков № 1, 3 и 4, а также горловины подвесных баков. На более новых модификациях самолёта была введена централизованная заправка под давлением, за исключением ПТБ.
В качестве топлива применялся авиационный керосин марок Т-1, ТС и РТ. Контроль за остатком топлива в баках производится по показаниям расходомера. В баке № 2 установлено два датчика сигнализации аварийного остатка — «Остаток топлива 600 литров» и «Расходный бак».

### Приборное и кислородное оборудование
На самолёте установлено два приёмника воздушного давления. Один установлен на штанге в передней части радиопрозрачного конуса фюзеляжа и является основным, второй установлен по правому борту и является дополнительным. Основной ПВД выдаёт полное и статическое давление в три статические С1, С2, С3 и динамическую Д линии. Боковой ПВД выдаёт давление в линию статики С2а и С3а и динамическую линию Да. В нормальном режиме все основные анероидно-мембранные приборы запитаны от основного ПВД.
Приборы к кабине самолёта: командно-пилотажный прибор КПП и навигационный НПП, резервный авиагоризонт ДА-200, указатель положения клина воздухозаборника УПК-1М, указатель угла атаки УУА-1, барометрический высотомер ВДИ-ЗОК, указатель перегрузки АМ-10К, указатель высоты и перепада УВПД-200, указатель числа «М» УСМ-1К, указатель оборотов двигателя ИТЭ-2, указатель температуры газов перед турбиной ИТГ-1, указатель топлива РТСТ-50, двустрелочный указатель давления в гидросистеме 2ДИМ-300Т, часы АЧС-1 и др. Приборы, указатели и арматура размещены на приборной доске, левом и правом пульте.
Для обеспечения жизнедеятельности лётчика при выполнении высотных полётов на самолёте установлено шесть баллонов с газообразным медицинским кислородом под давлением 150 кгс/см2. Давление понижается в кислородном редукторе и далее, через объединённый разъём коммуникаций катапультного кресла, подаётся в кислородный прибор (лёгочный автомат). При полётах на высотах до 8 км в кислородную маску или гермошлем подаётся газовая смесь, на высотах больше 8 км поступает чистый кислород.
В случае разгерметизации кабины (на высотах более 12 км) кислород автоматически подаётся в камеры натяжного устройства высотно-компенсирующего костюма лётчика и непрерывным потоком поступает в систему дыхания, величина избыточного давления в которой автоматически регулируется в зависимости от «высоты» в кабине.
В кресле КМ-1М имеется автономная кислородная система с запасом кислорода в 0,825 л при давлении 150 кгс/см², что обеспечивает безопасное покидание самолёта на больших высотах. При необходимости, запас кислорода в кресле может быть использован в полёте.

## Состав радиоэлектронного оборудования
- БРЛС «Сапфир-21» (МиГ-23С и МиГ-23МС),
- импульсно-доплеровская РЛС 323-Д «Сапфир-23Д» (МиГ-23М и МиГ-23МФ, дальность обнаружения воздушной цели класса МиГ-21 — 55 км, дальность захвата 35 км)
- РЛС 323-МЛ «Сапфир-23МЛ» (МиГ-23МЛ, дальность обнаружения воздушной цели 85 км, дальность захвата 55 км)
- РЛС Н003 «Аметист» («Сапфир-23МЛА») — самолёт МиГ-23МЛА (литера «А» означает «Аметист»)
- РЛС Н006 «Аметист» («Сапфир-23МП») — МиГ-23МП
- РЛС Н008 «Аметист» («Сапфир-23МЛА-2») — самолёт МиГ-23МЛД
- теплопеленгатор ТП-23, ТП-23-1, ТИ-23М (МиГ-23МЛ, дальность обнаружения воздушной цели в задней полусфере до 35 км) или ТП-26 (60 км);
- станция наведения УР класса воздух — поверхность типа «Дельта-Н» (МиГ-23С) или «Дельта-НГ»;
- система «Лазурь-С» (МиГ-23С), «Лазурь-СМ» (МиГ-23М) или «Лазурь-СМЛ» (МиГ-23МЛ), обеспечивающая автоматическое наведение самолёта с использованием наземной системы управления «Воздух»;
- ИЛС АСП-ПФ (МиГ-23С), АСП-23Л (МиГ-23Л) или АСП-17МЛ (МиГ-23МЛ);
- радиостанция Р-832М или Р-862 (МиГ-23МЛД);
- аварийная радиостанция Р-855УМ;
- навигационная система «Полёт-1Л-23» (МиГ-23С, МиГ-23М) или «Полёт-2Л-23» (МиГ-23МЛ);
- автоматический радиокомпас АРК-10 или АРК-15М;
- маркерный радиоприёмник МРП-56П;
- радиовысотомер РВ-УМ (МиГ-23С) или РВ-4;
- самолётная аппаратура радиотехнической системы ближней навигации РСБН-6С;
- ответчик СО-69;
- система предупреждения и оповещения СЗМ;
- система постановки активных радиолокационных помех «Репер» Н;
- автоматическая система управления САУ-23А (МиГ-23С, МиГ-23М), САУ-23АМ;
- система ограничительных сигналов СОС-3-4 (МиГ-23МЛД).

МиГ-23 поздних серий оснащены кассетами (блоками выброса помех) БВП-50-60.

## Вооружение
Самолёты типа МиГ-23 могли применяться как для борьбы с воздушными целями, так и для бомбо-штурмовых ударов по земле, для чего предусматривалось его переоборудование силами инженерно-технического состава, сводившееся в основном к замене внешних держателей наружной подвески (внутреннего грузоотсека на самолёте не предусматривалось). Максимальный вес взятого на борт оружия доходил до двух тонн.
Основным оружием по воздушным целям считались управляемые ракеты Р-24 и Р-60 (всего 6 ракет 2 Р-24 и  4 Р-60).
Самолёт для удара по наземным целям мог взять две управляемые ракеты Х-23М, или 4 бомбы или бомбовые кассеты калибром 100, 250 или 500 кг. В случае установки на самолёт многозамковых балочных держателей МБД2-67У (4 штуки) на самолёт могли подвешиваться бомбы калибром 100 кг, всего 16 штук (по 4 на каждый МБД). Предусматривалась и подвеска блоков неуправляемых ракет УБ-16-57, УБ-32, Б-8М.
На самолёт можно было повесить один или три подвесных бака ПТБ-800. На доработанных самолётах пилон фюзеляжного бака имел дополнительные держатели ИК-ловушек на 16 патронов, применение которых было возможно после сброса бака (помимо двух кассет на 120 патронов на фюзеляже).
В нижней части фюзеляжа, за передней стойкой находилась встроенная двуствольная пушка ГШ-23Л с боезапасом в 200 снарядов.

## Эксплуатация
Всего за время производства было построено более 4000 МиГ-23 различных модификаций, из которых около 3500 находились на вооружении более 70 полков ВВС и ПВО СССР, а также за пределами СССР — в полках, дислоцируемых на территории ГДР, Польши, Венгрии, ЧССР, Монголии, Вьетнама.
Первые поступающие самолёты оказались очень «сырыми» — многие имели усечённый состав оборудования, с ограниченным функционалом, которое к тому же не отличалось надёжностью. Несмотря на хорошую тяговооружённость, самолёт в пилотировании оказался сложным, имел огромное количество ограничений, на определённых режимах сваливался в штопор, из которого выводился плохо. Самолёты с крылом без отклоняемого носка были склонны на посадке к раскачке и сваливанию. Большой проблемой был постоянно трещащий и текущий фюзеляжный бак-отсек. Плохая изоляция закабинного технического отсека способствовала попаданию воды в сложную электронную аппаратуру и регулярным отказам.
Достаточно сказать, что для замены двигателя приходилось разбирать чуть не полсамолёта. Работы по замене выполнял расчёт из пяти человек в течение 3—4 рабочих дней, с привлечением специалистов более узких специальностей.
В дальнейшем ряд недостатков удалось устранить, но всё равно МиГ-23 зарекомендовал себя как очень сложный самолёт как для лётного состава, так и для наземного персонала.

## Производство
Серийные самолёты МиГ-23 в различных модификациях строились в СССР с 1968 по 1985 год на двух предприятиях:
- Московский завод № 30 «Знамя труда» (предприятие п/я А-3621, Московское авиационное ПО (МАПО) им. П. В. Дементьева, в настоящее время это производственный комплекс ПК № 2 АО РСК МиГ).
- Иркутский авиационный завод № 39 (Иркутский авиационный завод им. 60-летия СССР, условное наименование — предприятие п/я А-1122, сейчас это филиал ПАО «Корпорация Иркут»).

В Москве было построено (в скобках года выпуска): МиГ-23 и МиГ-23С (1968-71 гг) — 195 ед, МиГ-23М, МиГ-23МС и МиГ-23МФ (1971-83 гг) — 1810 ед, МиГ-23Б, МиГ-23БН (1972-85 гг) — 624 ед, МиГ-23МЛ, МиГ-23МЛД (1976-84 гг) — 1306 ед, МиГ-23П (1978-83 гг) — 321 ед. Итого: 4256 самолётов.
В Иркутске: в период  1970-1985 года было изготовлено 1008 единиц МиГ-23УБ.

## Экспорт
Самолёты МиГ-23 различных модификаций поставлялись ВВС и войскам ПВО СССР, ВВС Алжира, Анголы, Болгарии, Кубы, Чехословакии, Германии, Египта, Ливии, Венгрии, Ирака, Индии, КНДР, Эфиопии, Южного Йемена, Польши, Сирии, Вьетнама.
ВВС Индии получили первый из 70 МиГ-23 в 1981 году, самолёты за 28 лет налетали 154 000 часов и были списаны в 2009. В отдельные годы МиГ-23 имели самый высокий уровень аварийности среди всех самолётов индийских ВВС. За всё время в лётных происшествиях было потеряно около половины от общего числа полученных машин.

## Модернизация и основные модификации
Модернизация самолёта была вызвана необходимостью дальнейшего совершенствования бортового радиоэлектронного оборудования и вооружения, а также улучшению манёвренных характеристик самолёта. Модернизация сводилась к устранению многочисленных недостатков ЛТХ, улучшению эксплуатационных параметров, расширению боевых возможностей, в том числе проводились исследования по проектам применения самолёта с палубы перспективного авианосца. Часть парка самолётов была переделана в более совершённые модификации. Также проводились многочисленные доработки стоявших на вооружении машин.
На базе истребителя МиГ-23 был разработан и успешно эксплуатировался ударный вариант — фронтовой истребитель-бомбардировщик МиГ-27.
Из-за требований дальнейшего увеличения манёвренности, вызванных появлением в США истребителей четвёртого поколения, в 1974 году был разработан истребитель МиГ-23МЛ с улучшенной аэродинамикой, более мощным двигателем и самым совершенным на тот момент электронным оборудованием. Самолёт активно поставлялся иностранным заказчикам в различных модификациях и вариантах комплектации. Всего по разным источникам было построено более 5 тысяч самолётов различных модификаций
| Название модели (обозначение КБ и шифр промышленности) | Краткие характеристики, отличия. |
| ------------------------------------------------------ | --- |
| МиГ-23ПД или МиГ-23УВП, 23-01                          | Первый полёт в 1967 году. Опытный самолёт с треугольным крылом. Один маршевый двигатель Р-27Ф-300 и два подъёмных РД-36-35 тягой по 2350 кгс в фюзеляже. Построен один экземпляр. |
| МиГ-23, 23-11                                          | Первый полёт в 1967 году. Опытный самолёт с крылом изменяемой геометрии и двигателем Р-27Ф-300. Всего построено 9 машин (23-11/1 — 23-1/9), а также 1 для статиспытаний. Одна машина оснащалась РЛС «Сапфир-23». |
| МиГ-23С, 23-11С, изд. 22                               | Первый серийный истребитель типа МиГ-23. Первый полёт 21 мая 1969 года. Оснащался ТРДФ Р-27Ф-300 или Р-27Ф2М-300. Оборудование — РЛС РП-22СМ, прицел АСП-ПФ, навигационная система «Полёт-1Л-23». Вооружение — пушка ГШ-23Л и 4 УР Р-3. Построено ок. 50 машин на заводе № 30. |
| МиГ-23УБ, 23-51, изд. 2У                               | Двухместный учебно-боевой самолёт («спарка»). Первый полёт в 1969 году. Двигатель — Р-27Ф2М-300. Изменения по планеру — крыло 2-й редакции с «клыком»-турбулизатором на передней кромке и смещённым назад на 860 мм килем и стабилизатором. Устанавливалась РЛС РП-22С «Сапфир-21» или весовой балласт. Начиная с 1984 года заводом № 39 был переоборудован 251 самолёт МиГ-23УБ в модификацию МиГ-23УМ. |
| МиГ-23Л, 23-51, изд. 2                                 | Одноместные фронтовые истребители с планером 23-51. На них ставилась РЛС «Сапфир-23Л» и теплопеленгатор ТП-23. Оснащались двигателями Р-27Ф-300 или Р-27Ф2-300. Строились с 1971 года в Москве на заводе № 30. С 1972 года на самолёты стал устанавливаться прицел АСП-23Л. |
| МиГ-23М, 23-11М, изд. 2М                               | Самолёт с крылом третьей редакции с отклоняемым носком и двигателем Р-27Ф2М-300 (или более мощным Р-29-300 «изделие 55» с тягой 11500 кг). Оборудовался системой командного наведения «Лазурь-СМ», РЛС С-23С (РП-23, позже с РЛС «Сапфир-23Д»), оптическим коллиматорным прицелом АСП-23Д, теплопеленгатором ТП-23, что позволило применять УР средней дальности Р-23Р (радиолокационная полуактивная система наведения) и Р-23Т (ИК самонаведение), а также УР с ИК самонаведением малой дальности К-13М. Серия с 1972 года на заводе № 30 (по 23-ю серию). На базе изделия «2М» с 1973 года тридцатым заводом строилась экспортная модификация «изделие 2МС» с упрощённым БРЭО (РЛС РП-22 «Сапфир-21»), УР Р-13 и Р-3. С 1974 года по 1976, начиная с самолёта № 2304, на самолёты «изделия 2М» ставились РЛС «Сапфир-23Д-III» и АСП-17.                                                                                            |
| МиГ-23МС , 23-13, фронтовой истребитель (экспортный)   | В 1973 г. завершилось создание первой экспортной модификации "двадцать третьего" - МиГ-23МС. Одноместный фронтовой истребитель с двигателем Р29-300. Экспортный вариант истребителя МиГ-23М с упрощенной системой вооружения "Алмаз-23" (аналогична системе вооружения С-21М самолёта МиГ-21бис). Самолёт имел упрощенную электронику (в частности, РЛС "Сапфир-21") и вооружение, включавшее лишь УР малой дальности: Р-13М, Р3С и Р-3Р. Вскоре машина была принята на вооружение ВВС Египта,Сирии,Ливии,Алжира,Ирака и ряда других стран-союзников СССР. |
| МиГ-23МЛ, 23-12, изд.3                                 | Разработка — 1974 год. Буква «Л» обозначает «лёгкий» — с самолёта снят четвёртый фюзеляжный бак. Серийное производство на тридцатом заводе с 1976 по 1981 год. Самолёт имел силовую установку с увеличенной тягой (ТРДФ Р35Ф-300, или «изделие 77»). Оборудовался электроникой на новой элементной базе — САУ-23АМ, РП-23МЛ (РЛС «Сапфир-23МЛ», ТП-23М и АСП-23МЛ), навигационной системой «Полёт-2Л-23». УР Р-23, Р-60. |
| МиГ 23 МЛД, 23-18, изд. 3                              | В серии с 1978 года. Наиболее совершенная модификация в семействе МиГ-23. Самолёт получил доработки аэродинамики, обеспечивающие существенное улучшение манёвренности при минимальной модификации планера, а также систему ограничительной сигнализации СОС-3-4. РЛС «Аметист» (Н008, «Сапфир-23МЛА») способна обнаруживать и сопровождать до шести воздушных целей, в том числе на фоне земли. Для защиты на малых высотах от ПЗРК и УР с ИК системами самонаведения на неподвижных частях крыла установили блоки контейнеров с ИК-ловушками. Вооружение: УР Р-23 и Р-24 в модификациях с инфракрасной головкой самонаведения и полуактивной системой наведения. Ракеты ближнего боя Р-60 с инфракрасной головкой самонаведения, а в дальнейшем устанавливались высокоманевренные ракеты ближнего боя Р-73 с ИК-системой самонаведения. В вариант «МЛД» поэтапно переоборудовались самолёты «М» и «МЛ» при плановых ремонтах на АРЗ. |
| МиГ-23МЛАЭ, 23-19, изд. 3                              | Экспортный, вариант «Б» для «третьих» стран |
| МиГ-23МЛАЭ-2, 23-22, изд. 3                            | Экспортный, вариант «А» для стран Варшавского договора. Вариант «23-18» без аэродинамических доработок. |
| МиГ-23МЛГ, 23-37, изд. 3                               | Со станцией постановки радиопомех СПС-141, опытный |
| МиГ-23МЛС, 23-47, изд. 3                               | Экспортный вариант «23-37», опытный |
| МиГ-23МЛДГ, 23-57, изд. 3                              | Опытный, с аппаратурой активных помех |
| МиГ-23Б, 32-24                                         | Специализированный истребитель-бомбардировщик с двигателем АЛ-21Ф-3 и прицельно-навигационной системой ПрНК «Сокол-23С», РЛС переднего обзора отсутствует. Разработан в 1970 году, начал серийно строиться в 1971 году на заводе № 30. Построено 24 машины. |
| МиГ-23БН, 32-24Б                                       | Дальнейшая модификация истребителя-бомбардировщика с двигателем Р-29Б-300 и прицельно-навигационной системой ПрНК «Сокол-23Н». Разработан в 1973 году, строился серийно до 1985 года. |
| МиГ-23БМ, 32-24БМ                                      | Дальнейшая модификация истребителя-бомбардировщика с двигателем АЛ-21Ф-3. С 1975 года МиГ-23БМ стал называться МиГ-27, проект 32-25 |
| МиГ-23БК, 32-26                                        | Истребитель-бомбардировщик c двигателем Р-29Б-300 и новой прицельно-навигационной системой ПрНК-23К, в состав которой входила цифровая электронно-вычислительная машина «Орбита-20-23К» и лазерно-телевизионная прицельная система «Кайра-23». После принятия на вооружение стал именоваться МиГ-27К («изделие 23БК») |
| МиГ-23МЛ («РВ»)                                        | Летающая лаборатория для испытаний ракет К-27, К-62, К-72 и К-14 (1978 г.) |
| МиГ-23БК (ЛЛ-915)                                      | Летающая лаборатория для отработки инерциальной навигационной системы МиГ-29, 1978 г. |
| МиГ-23-98-1                                            | Вариант модернизации (с РЛС «Москит-23», УР РВВ-АЕ, Х-31А) |
| МиГ-23-98-2                                            | Вариант модернизации (с доп. в подвесном контейнере РЛС «Москит-21К», УР РВВ-АЕ, Х-31А) |
| МиГ-23-98-3                                            | Вариант модернизации (с РЛС «Сапфир-23» с каналом радиокоррекции FRC, УР РВВ-АЕ) |
| МиГ-23УБ-99                                            | Вариант модернизации МиГ-23УБ |
| ВКП-5                                                  | Летающий командный пункт для управления радиоуправляемыми мишенями в воздухе. Создан в 80-х годах на базе серийного самолёта МиГ-23УБ. Разработка Казанского ОКБ «Сокол» |

## Боевое применение

### Ближний Восток
С 14 октября 1973 года в Сирию начались поставки истребителей МиГ-23 (первые 2 МиГ-23МС и 2 МиГ-23УБ были доставлены 14 октября). В начале 1974 года 8 МиГ-23МС, 8 МиГ-23БН и 2 МиГ-23У были доставлены в Египет.
Есть утверждения, что сирийские МиГ-23 участвовали в столкновениях в 1974 году. 19 апреля 1974 сирийский пилот Е.аль-Масри на МиГ-23МС над горой Хермон ракетами Р-3С по западным данным сбил два израильских истребителя F-4E, экипаж первого катапультировался и был взят в плен, экипаж второго катапультировался над территорией, контролируемой израильтянами. Израильские источники расходятся во мнениях насчёт этого боя: один израильский источник заявляет, что этот бой не подтверждён, в другом израильском источнике указывается возможное поражение одного F-4 сирийским МиГ-23 с указанием пилотов сбитого «Фантома» — Стави и Кирьяти. Согласно сайту skywar, этот F-4 по сирийским данным был сбит истребителем МиГ-21.
После окончания столкновений СССР поставил в Сирию ещё 24 МиГ-23МС и 24 МиГ-23БН.

### Советский Союз
После разрыва отношений КНР с Советским Союзом в июле 1960 года на границе двух государств произошло несколько вооружённых столкновений. Китайские самолёты прямого участия в них не принимали, но участвовали в провокациях. В печати имелись сообщения, что в 1975 году пара советских МиГ-23 сбила J-7, нарушившего границу, однако детали этого события вызывают большие сомнения, поэтому с полной уверенностью утверждать о нём нельзя.
21 июня 1978 года четыре иранских вертолёта CH-47C «Чинук» вторглись в воздушное пространство СССР над Туркменией. На перехват были подняты истребители МиГ-23. Пилот первого МиГа по ошибке принял их за советские вертолёты; пилот второго, В. Шкиндер, идентифицировал их как нарушителей и атаковал. Один вертолёт был сбит двумя ракетами Р-60, восемь членов экипажа погибли. Другой «Чинук» он обстрелял из пушки, выпустив 72 23-мм снаряда, вследствие чего повреждённый вертолёт совершил вынужденную посадку на советской территории, погибло четыре из восьми членов экипажа. Два оставшихся вертолёта успели вернуться в Иран. На захваченном «Чинуке» была обнаружена разведывательная аппаратура. Пилоты и повреждённый «Чинук» через некоторое время были возвращены. Этот инцидент считается первым в истории советских ВВС и ПВО результативным боем истребителя против вертолёта.
Борьба с АДА
Советские истребители МиГ-23 активно применялись для уничтожения разведывательных и агитационных автоматических дрейфующих аэростатов. Информация о полном количестве АДА, сбитых МиГ-23, не публиковалась. Аэростаты запускались в том числе с аэродрома в Турции возле города Эрзурум. Известные случаи сбития:
- В 1978 году советский МиГ-23 152-го иап (пилот Г. А. Чухонцев) над ТССР сбил разведывательный аэростат[19];
- В 1979 году вылетевший из Цербста советский МиГ-23М 35-го иап, пилотируемый капитаном Григорием Прищепа, двумя ракетами Р-23Р сбил разведывательный аэростат. Пилот был награждён орденом «Красной Звезды»[20];
- В 1979 году советский МиГ-23 152-го иап (пилот Л. М. Орлов) над ТССР сбил разведывательный аэростат[19];
- В 1980-х годах советские МиГ-23МЛД также сбили несколько разведывательных аэростатов в районе Центрального округа ПВО[21] (ниже описанные случаи могут относиться к этому);
- 1 мая 1980 года советский МиГ-23 сбил разведывательный аэростат[22];
- В апреле 1984 года советский МиГ-23 сбил разведывательный аэростат[22];
- В апреле 1984 года советский МиГ-23 сбил ещё один разведывательный аэростат[22].

### Египетско-ливийский конфликт
В 1974—1976 годах Ливия получила из СССР 54 самолёта МиГ-23МС, МиГ-23УБ и 54 МиГ-23БН.
21 июля 1977 началась египетско-ливийская война, в ходе которой МиГ-23 впервые мог быть сбит в воздушном бою. В первый день войны группа ливийских бомбардировщиков под прикрытием МиГ-23МС наносила удар по египетской авиабазе Мерса-Матрух. Над аэродромом МиГ-23 вступили в воздушный бой с египетскими МиГ-21МФ. Ливийцы ввязались в ближний манёвренный бой, где у МиГ-21 было значительное преимущество. В результате один ливийский самолёт был заявлен сбитым египетским пилотом Саль Моххамедом. В послевоенных исследованиях указывалось что потеря МиГ-23 была лишь предположительной.
В ноябре 1979 года произошла стычка между парой МиГ-23МС ВВС Ливии и парой МиГ-21МФ ВВС Египта. В результате манёвренного воздушного боя один МиГ-23 был сбит египетским «МиГом» (пилот м-р Саль Моххамед), использовавшим американские ракеты AIM-9P. Главной причиной потери опять стало ввязывание ливийского МиГ-23 в ближний бой с МиГ-21.
1 марта 1988 года четвёрка ливийских истребителей МиГ-23 попала в песчаную бурю в ходе выполнения тренировочного полёта. Потеряв навигационную ориентировку, самолёты пересекли границу Египта и произвели посадку на авиабазе Сива, в 50 км восточнее ливийской границы. 9 марта лётчики и самолёты были возвращены Ливии.

### Чадско-ливийский конфликт
Ливия использовала свои МиГ-23 во время войны в соседнем Чаде.
- В июне-августе 1983 года ливийские МиГ-23 поддерживали наступление на Абеше и Файа-Ларжо. В результате него чадцы, понеся тяжёлые потери, были отброшены на 200 километров[27].
- 14 февраля 1986 года ливийская сторона заявила, что МиГ-23 ВВС Ливии ракетами Р-23 сбил французский ударный истребитель «Ягуар», однако заявка является неподтверждённой (даже факт пуска МиГом ракет остаётся под сомнением)[28].
- В феврале 1986 года проводилась атака правительственных войск Чада на чадский н.п. Ум-Шалуба. На перехват лёгкого транспортного самолёта, осуществлявшего их снабжение оружием, были подняты ливийские МиГ-23 с приграничного аэродрома Тануа. В результате перехвата транспортный самолёт был сбит, пилот погиб[29].
- Во время налёта авиации ВМС США на аэродром Бенина в апреле 1986 года четыре ливийских МиГ-23 были уничтожены на земле[30][31].
- 4 января 1987 года две пары ливийских МиГ-23 бомбили Бельтин и Араду, находящихся под французской защитой[32].
- 5 января 1987 года ливийский МиГ-23 был впервые после начала войны[источник не указан 565 дней] сбит. Во время полёта над оазисом возле чадского города Фада, «МиГ» получил попадание из ПЗРК чадцев и разбился[33].
- 5 сентября 1987 года три МиГ-23 были уничтожены при штурме чадскими войсками авиабазы Маатен-ас-Сарра на территории Ливии[34].
- 8 октября 1987 года МиГ-23МС был сбит ракетой ПЗРК Stinger[35].
- 4 января 1989 года над заливом Сидра произошёл воздушный бой между двумя ливийскими МиГ-23МФ 1050-й эскадрильи и двумя американскими перехватчиками F-14 с авианосца «Джон Ф. Кеннеди», в результате чего оба «МиГа» были сбиты[26][28]. Ливийские пилоты катапультировались и приземлились в воду, вылетевшие поисково-спасательные вертолёты Ливии были перехвачены американскими самолётами, которые не позволили им подлететь к тонувшим лётчикам. В результате этого оба пилота капитан Саад Крейми и старший лейтенант Джамал Фурнас утонули[36].

### Ирано-иракская война
Иракские МиГ-23 активно применялись в ходе ирано-иракской войны 1980—1988 годов, как для борьбы с авиацией противника, так и для нанесения ударов по наземным целям. На начало войны у Ирака имелось 62 МиГ-23: 36 МиГ-23БН (29-я и 49-я эскадрильи), 18 МиГ-23МС (39-я эскадрилья) и 8 МиГ-23УБ (27-я эскадрилья). Всего было поставлено 54 МиГ-23БН, 18 МиГ-23МС, 18 МиГ-23МФ, 54 МиГ-23МЛ и несколько десятков МиГ-23УБ.
По западным заявлениям самолёты использовали химическое оружие (иприт и табун). По официальным иракским данным, самолёты ВВС Ирака не использовали химическое оружие, как указывал генерал-майор Альван аль-Абуси такое оружие применялось артиллерией.
22 сентября 1980 года Ирак нанёс массированный авиаудар 128 самолётами, включая 36 МиГ-23 по иранским авиабазам. 12 МиГ-23БН нанесли удар по авиабазе Вахдати. На аэродроме были обнаружены и атакованы 26 стоящих рядами истребителей F-5E, 3 из них были уничтожены. Вдобавок, в двух налётах был уничтожен 1 ЗРК HAWK, убито не менее 19 лётчиков и наземного персонала, поражены ВПП и радар. 5 МиГ-23БН нанесли удар по авиабазе Ахаджари. Поражены 2 ВПП. 6 МиГ-23БН нанесли удар по авиабазе Хамедан. Поражены ВПП и склад боеприпасов. 11 МиГ-23МС нанесли удар по авиабазе Керманшах. Поражена ВПП. 2 МиГ-23МС нанесли удар по авиабазе Ахваз. Поражена ВПП. В некоторых западных источниках утверждается что авиабазу Мехрабад под Тегераном атаковали МиГ-23БН. По иракским данным для удара по столь отдалённой цели использовались бомбардировщики Ту-22. Ни один МиГ-23 не был сбит в ходе ударов (только 3 МиГ-23БН были повреждены зенитным огнём над Дизфулем). Во второй волне налёта участвовало 19 МиГ-23. Также обошлось без потерь. 5 МиГ-23БН нанесли удар по авиабазе Ахаджари. Поражены склад боеприпасов и хранилище с топливом. 13 МиГ-23МС нанесли удар по авиабазе Керманшах. Поражены объекты ПВО. 1 МиГ-23МС прикрывал 4 МиГ-21бис, наносящих удар по авиабазе Ахваз.
23 сентября МиГ-23 снова совершили несколько ударов по Ирану. Авиабазу Вахдати под Дизфулем атаковало 12 МиГ-23БН. Они попали под сильный зенитный огонь и один был сбит, пилот Р.Садон погиб.
24 сентября иракские МиГ-23БН нанесли удар по иранской военно-морской базе Бушир. 250-кг бомбами были потоплены три патрульных катера, тяжёлые повреждения получил от прямого попадания бомбы фрегат класса PF-103 Naghdi, тральщик класса MSC-268 Shahrokh получил попадание бомбы и сгорел.
Во время крупнейшего танкового сражения войны МиГ-23 применялись как для ударов по иранским наземным силам так и для достижения господства в воздухе. Так в одном из ударов МиГ-23БН разбили батарею 175-мм самоходных орудий M107. 7 января заместитель командира 39-й эскадрильи на истребителе МиГ-23МС доложил о сбитии двух иранских боевых вертолётов. Иранцы утверждали что в этот день их вертолёты были атакованы «истребителями и ПЗРК» и подтвердили потерю двух машин.
10 января 1981 года иранский боевой вертолёт AH-1J был подбит иракским МиГ-23. Как указывали иранцы, подбитая машина совершила вынужденную посадку и экипаж оставил подбитую «Кобру», улетев на вертолёте ПСС.
4 апреля 1981 года согласно ранним иранским заявлениям восемь МиГ-23БН были уничтожены иранскими самолётами «Фантом» во время налёта на авиабазу H-3. В более поздних источниках иранцы уже заявляли что ни одного МиГ-23 не пострадало, а среди самолётов были поражены только МиГ-21 и Ту-22. По иракским данным в ходе налёта были задеты только МиГ-21.
19 октября 1981 года иракские МиГ-23БН возле иранского берега разбомбили панамский транспортный корабль Moira. Корабль получил тяжёлые повреждения и загорелся (по некоторым источникам затонул).
В первой половине ноября 1982 года во время операции «Мохаррам» три иранских вертолёта, в том числе два Bell-214A, были уничтожены на земле ударами иракских МиГ-23БН.
В феврале 1986 года железно-дорожная станция № 7 в иранском городе Хорремшехр во время разгрузки поезда с ракетами американского производства MIM-23 Hawk подверглась массированному авиаудару иракских МиГ-23БН и Су-22. В результате налёта поезд с ракетами был уничтожен, станция также была полностью разрушена
Во время боёв за Ахваз в марте 1986 года 56 иракских истребителей-бомбардировщиков (в основном МиГ-23БН) нанесли удар по скоплениям иранской бронетехники, было уничтожено и повреждено до 500 танков Чифтен, M60 и БТР M113.
4 апреля 1986 года 250-кг бомбы иракского МиГ-23БН причинили ущерб иранскому танкеру Shrivan.
23 января 1987 года иракский МиГ-23БН был сбит иранским ЗРК HAWK. Иракский пилот лейтенант Абдель Фахд был взят в плен.
13 апреля 1987 года иракские МиГ-23БН и Су-22 разбомбили авиабазу Вахдати. В результате авиаудара были разрушены ангары для ремонта авиатехники, получили повреждения 5 самолётов, в том числе 2 F-5E, 2 F-33C и 1 L-20B, также были поражены жилые кварталы и погибли десятки мирных жителей. После этого удара иранцы вынуждены были убрать с авиабазы почти всю боевую авиацию.
По официальным данным Ирака в ходе войны с 4 сентября 1980 по 20 августа 1988 по всем причинам было потеряно 38 МиГ-23БН.

По данным некоторых западных исследователей, ссылающихся на неопределённые источники, только с сентября 1980 по январь 1981 года было сбито не менее 40 самолётов этого типа. Иранцы заявляли что за всю войну только в воздушных боях сбили 78 МиГ-23. Ирак подтверждал потерю 43 МиГ-23 по всем причинам в ходе всей войны.
Истребительные модификации МиГ-23МС и МиГ-23МФ применялись в первую половину войны, на их счёту по известным данным около 20 сбитых иранских самолётов и вертолётов. В воздушных боях по западным данным заявляется что было сбито 2 МиГ-23МС и 4-5 МиГ-23МФ. В 1983 году в Ирак была поставлена более совершенная модификация МиГ-23МЛ, на её счету 6 сбитых самолётов и 1 вертолёт при потере по западным данным 3 самолётов МиГ-23МЛ. Заявляемые потери «МиГов» не сходятся с признанными потерями Ираком. Официально Ирак подтвердил потерю по всем причинам 5 истребителей МиГ-23М: 3 МиГ-23МС, 1 МиГ-23МФ и 1 МиГ-23МЛ. При этом в воздушных боях были сбиты лишь два МиГ-23МС (пилоты Фатхи и старший лейтенант Махмуд погибли) и один МиГ-23МФ (капитан Хассан погиб). Однако эти цифры вызывают вопросы, поскольку только погибших лётчиков (не учитывая катапультировавшихся) на МиГ-23МС и МиГ-23МФ вдвое больше, чем признано Ираком потерь самолётов этого типа. Описан случай, когда в одном бою одной ракетой AIM-54 с перехватчика F-14 были сбиты два МиГ-23МФ, хотя что иракцами признана потеря лишь одного такого самолёта за всю войну. 
 
Иракский пилот капитан Али Сабах, пилотировавший МиГ-23 и Mirage F1, смог одержать три подтверждённых и три возможных воздушных победы, точное число его побед на МиГ-23 неизвестно, зафиксированы три неподтверждённые.
После окончания войны Ирак отправил 10 МиГ-23МЛ для проведения ремонта и модернизации в Сербию, один из которых был модернизирован иракцами для установки противокорабельных ракет Exocet.

### Война в Афганистане
Советские МиГ-23 эпизодически участвовали в Афганской войне, а с лета 1984 года — на постоянной основе, сменив в Афганистане МиГ-21. По принятой системе, «на войну» из Союза командировались поэскадрильно сроком на один год, а в Афганистане формировался сводный полк, дислоцировавщийся также поэскадрильно на трёх аэродромах — Баграм, Шиндад и Кандагар. В Баграме также находилось управление полка и Технико-Эксплуатационная Часть. МиГ-23 выведены из Афганистана в январе 1989 года.
Самолёты в основном использовались в качестве бомбардировщиков, используя преимущественно свободнопадающие боеприпасы — авиабомбы различных калибров, зажигательные баки, боеприпасы объёмного взрыва и разовые бомбовые кассеты, а также неуправляемые ракеты. По оценкам лётчиков, МиГ-23 по сравнению с МиГ-21 были более эффективны, так как имели большую бомбовую нагрузку и большую дальность полёта, лучшее приборное оснащение, однако прицельная автоматика оказалась неспособной работать в условиях горного рельефа местности, и точность бомбометания напрямую зависела от опыта лётчика. Высокая скорость полёта не позволяла наносить достаточно точные удары по позициям противника, в отличие от менее скоростных и более манёвренных Су-25. Тем не менее, при очень высокой интенсивности использования самолётов (налёт МиГ-23 в Афганистане доходил до 400 часов в год при среднем налёте в Союзе около 80 часов) потери МиГ-23 за четыре с половиной года участия в боевых действиях оказались очень небольшими и сводились, в основном, к поломкам по вине лётного состава.
Советские истребители МиГ-23 несколько раз встречались с пакистанской авиацией в районе афгано-пакистанской границы и иранской авиацией в районе афгано-иранской границы. Советские истребители одержали несколько воздушных побед без потерь со своей стороны.
5 апреля 1982 года восемь МиГ-23М прикрывали с воздуха десант на афгано-иранской границе. Десант был по ошибке высажен на иранской территории, в результате чего иранцы отправили к нему четыре истребителя F-4 «Фантом». «Фантомы» успели отогнать из своего воздушного пространства советский Ан-30, по прибытии МиГ-23 в воздушный бой вступать не стали, также как и советские пилоты не стали открывать огня.
11 февраля 1986 года два пакистанских F-6 (китайские МиГ-19) попытались перехватить советские МиГ-23МЛД на пакистанской территории. После приближения советские самолёты повернули назад в афганское воздушное пространство, но пакистанцы, несмотря на запреты командования, всё равно летели вслед. Преследуя самолёты, пакистанцы заметили приближение ещё нескольких МиГ-23, после чего сразу же развернулись и на высокой скорости вернулись на свой аэродром.
16 апреля 1987 года при выполнении захода для повторного удара по цели без отстрела ИК-патронов был потерян самолёт МиГ-23МЛД. Высказывались разные версии потери в том числе от огня зенитной установки. В этот день пакистанские F-16 ракетой AIM-9 сбили МиГ-23, пилотировавшийся командиром 190 истребительного авиаполка Л. Фурсой, но сами пакистанские пилоты заявляли в этот день что сбили не советский МиГ-23, а афганский Су-22, что было подтверждено афганцами. Возможно потеря в один день советского МиГ-23 и афганского Су-22 и вызвала путаницу.
29 апреля 1987 года четвёрка МиГ-23МЛД, каждый из которых нёс по 16 бомб ФАБ-100 снаряжённых на минирование, наносила удар по целям в районе Джавары к югу от Хоста. В районе цели советские самолёты были перехвачены парой истребителей F-16A 14-й эскадрильи ВВС Пакистана. Пакистанский пилот полковник Амджад Джавид выпустил ракету AIM-9 по советским самолётам, но попал в своего товарища, пилот сбитого F-16 лейтенант Шахид Сикандар Хан успел катапультироваться. Комиссия изучавшая этот инцидент также высказывала версию что F-16 налетел на бомбы сброшенные МиГ-23.
12 сентября 1988 года 12 МиГ-23МЛД, каждый из которых нёс по две бомбы ФАБ-500, наносили удар по целям в долине реки Кунар восточнее Асадабада. В районе цели самолёты были атакованы парой пакистанских F-16, один из пакистанских истребителей выпустил по советским самолётам две ракеты AIM-9L. Первая ракета промахнулась, вторая разорвалась прямо под МиГом к-на Сергея Привалова. МиГ-23 остался полностью управляемым и не загорелся, но из за пробитого осколком топливного бака вынужден был совершить посадку. Пакистанский пилот заявил что каждой ракетой «сбил» по МиГу.
28 сентября 1988 года пара советских МиГ-23МЛД (пилоты м-р В.Астахов и к-н Б.Гаврилов) над горным плато в 75 километрах северо-западнее Шиндада с дистанции 7-8 километров выпустила две ракеты Р-24Р и сбила два иранских вертолёта AH-1J «Супер Кобра»[уточнить], нарушивших афганское воздушное пространство.

### Война в Ливане
В 1976 году после того как из гранатомёта был расстрелян сирийский пассажирский самолёт, Сирия ввела в Ливан войска. Боевые вылеты стали совершать сирийские МиГ-23.
14 июня 1976 года сирийский пилот л-т Махмуд Муслех Ясин угнал МиГ-23МС в Ирак.
По данным исследователя Тома Купера, 26 апреля 1981 года 2 сирийских МиГ-23МС ракетами Р-13М сбили два израильских штурмовика A-4, которые выполняли бомбардировочную миссию над Ливаном (израильской стороной эти потери не подтверждаются, по западным данным эти потери подтверждены).
20 апреля 1982 года израильские истребители F-15 сбили два сирийских самолёта МиГ-23БН.
Самолёты САВВС сыграли незначительную роль в воздушных боях над Ливаном в июне 1982 года.
6 июня пара сирийских МиГ-23МФ вылетела на перехват израильского БПЛА над районом Бааль-Бек. Сирийский пилот к-н Закария ракетой Р-23 с дистанции 11 км сбил израильский БПЛА BQM-34. При выходе из атаки сирийские самолёты были перехвачены израильскими истребителями F-15A, однако сирийцам удалось уйти от преследователей. Позже сирийские МиГ-23МФ провели ещё две атаки ракетами Р-23 на израильские БПЛА, но в эти разы успеха не добились.
7 июня сирийский МиГ-23МФ (пилот к-н Мерза) атаковал группу израильских истребителей F-16A. Сирийский пилот выпустил две ракеты Р-23, первую с девяти километров, вторую с семи километров и доложил о сбитии двух F-16, но это не было подтверждено. При выходе из атаки сирийский самолёт был атакован израильским истребителем F-15A (пилот Офер Лапидот). Израильский пилот выпустил ракету AIM-7F, но сирийский самолёт увернулся, после чего израильтянин подошёл на близкую дистанцию и выпустил ракету Python-3, которая попала в МиГ, Мерза катапультировался и был спасён.
8 июня сирийский МиГ-23МФ (пилот м-р Хау) возле Дамура атаковал группу израильских F-16A. С дистанции семь километров сирийский пилот выпустил ракету Р-23 и доложил о сбитии одного F-16. При выходе из атаки сирийский самолёт был атакован парой израильских истребителей F-15A (пилоты Шауль Симон и Деди Розенталь), которые выпустили по ракете AIM-7F и сбили сирийский самолёт, Хау катапультировался и был спасён.
9 июня пара сирийских МиГ-23МС (пилоты к-н Томми и л-т Али) атаковали израильский F-4E. Сирийцы выпустили ракеты Р-3С и Р-13М и доложили о сбитии «Фантома». При выходе из атаки сирийские самолёты были атакованы израильскими истребителями F-15A и были сбиты, сирийские пилоты катапультировались и были спасены.
9 июня сирийский МиГ-23МФ (пилот к-н Дибс) восточнее Бейрута атаковал группу израильских F-16A. С дистанции шесть километров сирийский пилот выпустил ракету Р-23 и доложил о сбитии одного F-16. При выходе из атаки сирийский самолёт был сбит, Дибс катапультировался и был спасён.
9 июня сирийский МиГ-23МФ (пилот Назах) атаковал группу израильских F-16A. С дистанции пять километров сирийский пилот выпустил ракету Р-23 и доложил о сбитии одного F-16. При выходе из атаки сирийский самолёт был сбит израильскими истребителями, Назах катапультировался и был спасён.
9 июня сирийский МиГ-23МФ был сбит израильскими истребителями, пилот Софие погиб.
9 июня сирийский МиГ-23МФ был сбит израильскими истребителями, пилот Ясин погиб.
11 июня пара сирийских МиГ-23МС (пилоты к-н Абдул Хейрат и к-н аль-Заби) возле озера Карун атаковали израильский F-4E. Сирийцы выпустили ракеты Р-3С и Р-13М и доложили о сбитии «Фантома». При выходе из атаки сирийские самолёты были атакованы израильским F-15A (пилот м-р Йорам Пеледь). Израильский самолёт выпустил две ракеты AIM-7F и сбил оба МиГа, сирийские пилоты катапультировались и были спасены.
По советским и российским данным, в ходе Ливанской войны в воздушных боях истребителями МиГ-23МС и МиГ-23МФ было сбито 7 израильских самолётов (пять F-16 и два F-4) и 1 беспилотный самолёт BQM-34 при потере 10 своих. Однако некоторые обстоятельства не позволяют убедительно подтвердить уничтожение части израильских самолётов (потерю «Файрби» Израиль подтвердил). Как следует из статьи В. Бабича «МиГ-23МФ в ливанской войне», лётчикам МиГ-23МФ все пять одержанных ими побед были засчитаны на основе их собственных докладов («По докладам лётчиков, сбито 5 самолётов противника…»). О существовании документальных подтверждений заявленных побед в виде обломков сбитых самолётов ничего не известно. Пленных израильских лётчиков у Сирии не было. Бортовых записей, подтверждающих заявленные победы, у сирийцев не могло быть, поскольку ни один из МиГ-23, чьи пилоты заявляли о сбитых израильских самолётах, не вернулся на базу. Один из F-15 (б/н 979) свернул[неизвестный термин] себе фюзеляж в вб с МиГ-23.
Сирия применяла также истребители-бомбардировщики МиГ-23БН. 9 июня четвёрка сирийских МиГ-23БН разбомбила израильский командный центр в Самакияхе. 11 июня пара сирийских МиГ-23БН разбомбила командный пункт подполковника Эфрони — командира окружённого 362-го батальона в Султан-Якуб. Потери в войне 1982 года составили 14 истребителей-бомбардировщиков МиГ-23БН, при этом по некоторым данным было совершено 30 вылетов, по другим данным за три дня было совершено более 100 вылетов, при этом неоднократно под удары МиГов попадали наступающие израильские войска. Например, МиГи участвовали в прорыве окружённой 1-й сирийской дивизии.
Таким образом, общие потери сирийских МиГ-23 за шесть дней боевых действий составили 24 самолёта. 24 июня юго-восточнее Алейха два сирийских МиГ-23БН были сбиты израильскими F-15. С учётом ещё двух самолётов этого типа, сбитых в апреле, потери сирийских МиГ-23 в 1982 году составили 28 самолётов.
Во второй половине 1982 года в Сирию начались поставки 50 современных истребителей МиГ-23МЛ.
4 октября 1982 года сирийские МиГ-23МЛ сбили два F-15, не понеся потерь. В декабре 1982 года сирийские МиГ-23МЛ без потерь сбили три израильских F-15 и один F-4. 4 октября 1983 года во время очередного обострения в Ливане истребители МиГ-23МЛ по сирийским данным сбили два израильских истребителя F-15. 4 декабря 1983 года истребители МиГ-23МЛ над Ливаном по сирийским данным сбили один израильский F-15 и один F-4.
Согласно данным израильского историка Шломо Алони, в период между 1979 и 1987 годами безвозвратных потерь у израильских F-15 не было. На веб-сайте ejection-history.org.uk сообщается, что 4 декабря 1983 года по неизвестным причинам был потерян один израильский F-15 133-й эскадриьи.
19 ноября 1985 года сирийское воздушное пространство неподалёку от ливанской границы нарушили два израильских самолёта F-15, на перехват которых были подняты два сирийских МиГ-23МЛ. Израильские истребители F-15 атаковали первыми и сбили оба МиГа.
См. также: Потери авиации в Ливанской войне (1982)

### Война в Анголе
9 августа 1984 года группа из четырёх кубинских «МиГов» попала в тропический шторм, в результате пилоту одного МиГ-23УБ пришлось катапультироваться, ещё два МиГ-23МЛ получили повреждения при жёсткой посадке и были списаны. Это была крупнейшая единовременная потеря кубинской авиации, хотя и не от действий противника.
МиГ-23МЛ, пилотируемые кубинскими лётчиками, приняли участие в нескольких стычках с южноафриканскими истребителями Мираж F1 в 1987—1988 годах. 27 сентября 1987 года кубинский МиГ-23МЛ (пилот м-р Ривас) ракетой Р-23 повредил южноафриканский истребитель Mirage F1 (пилот к-н Перси). После попадания ракеты южноафриканский пилот на тяжело повреждённом самолёте смог долететь до аэродрома в Рунде, но из за повреждений разбился при посадке.
По данным кубинских источников, в этих стычках МиГ-23 одержали несколько воздушных побед, заставивших ВВС ЮАР отказаться от поддержки южноафриканских наземных войск, что в итоге привело к поражению ЮАР в военной кампании 1987—1988 годов. В доказательство этого журналистам показывали чёткие надписи на африкаанс уничтоженного самолётами МиГ-23 «MIK23 sak van die kart», оставленные южноафриканскими войсками на стене плотины Руакана-Калуеке. Западные исследователи тоже указывали что в последний период войны «МиГи» вернули себе господство в воздухе и очень сильно замедляли продвижение войск УНИТА и ЮАР, подавив при этом батареи артиллерийских орудий G-5 и G-6.
13 сентября 1986 года МиГ-23МЛ был сбит из ПЗРК, кубинский летчик погиб. 24 октября 1987 года МиГ-23МЛ был сбит из ПЗРК, его пилот погиб. 14 января 1988 года МиГ-23МЛ был сбит возле Квито из ПЗРК, его пилот погиб. 22 февраля 1988 года группа кубинских МиГ-23МЛ наносила удары по скоплениям вражеских войск в ходе сражения при Квито-Кванавале. Над целью МиГ-23, пилотируемый Малесо Пересом получил два попадания из ПЗРК Stinger. Пересу удалось успешно посадить повреждённый самолёт на аэродроме в Матале.
27 июня 1988 года кубинские самолёты нанесли решающий удар по южноафриканским войскам. Первый удар нанесла пара МиГ-23МЛ по колонне 61-го механизированного батальона ЮАР. Второй удар был нанесён возле моста через реку Калуеке в 11 километрах от намибийской границы. 11 МиГ-23МЛ сбросили на южноафриканские позиции 16 тонн бомб, уничтожив гидроузел имеющий, стратегическое значение для ЮАР (в дамбу попало 7500 кг бомб), а также значительное количество личного состава и несколько бронетранспортёров Casspir. После этого два МиГ-23УБ совершили вылет для фотографирования результатов удара. После авиаударов в этот день южноафриканские войска отступили в Намибию. Угроза захвата Квито-Кванавале была снята.
В ходе всей войны по боевым и небоевым причинам было потеряно 9 кубинских МиГ-23МЛ и МиГ-23УБ, ни один «МиГ» не был сбит в воздушном бою.
6 августа 1988 года два самолёта BAe-125, один из которых перевозил президента государства Ботсвана, были перехвачены истребителем МиГ-23МЛ, после нарушения воздушного пространства Анголы. Кубинский пилот атаковал самолёты двумя ракетами Р-24Р, поразив одного. У BAe-125 был полностью разрушен один двигатель и повреждено крыло. Он совершил вынужденную посадку. Никто из находившихся на борту не пострадал. После вывода кубинских войск из Анголы в 1991 году МиГи, стоявшие на вооружении ангольских ВВС, участвовали в продолжавшейся гражданской войне.
МиГи продолжали участвовать в войне и после вывода кубинских войск из Анголы. В 1994 году на ангольских МиГ-23 против УНИТА стали летать даже южноафриканские лётчики. По данным УНИТА, только за первые пять месяцев 1999 года было сбито 11 самолётов МиГ-23 правительственных ВВС. По южноафриканским данным МиГ-23 в ходе этих ударов потерь не имели.

### Война в Персидском заливе
Ирак использовал МиГ-23 во время Войны в Персидском заливе (1990—1991). Перед войной по иракским официальным данным у Ирака имелось 127 МиГ-23: 38 МиГ-23БН, 39 МиГ-23МЛ, 14 МиГ-23МФ, 15 МиГ-23МС и 21 МиГ-23УБ.
В ходе вторжения в Кувейт иракские МиГ-23БН уничтожили на авиабазе Али аль-Салем два кувейтских Mirage F1CK. В ходе ударов по авиабазе аль-Джабер самолёты сбросили мины на взлётные полосы, в результате пытаясь увернуться от мин и взлетая с автомобильных дорог разбилось 3 кувейтских «Скайхока». 3 августа иракский МиГ-23БН был сбит американскими зенитчиками, пилот М. аль-Шави погиб. Этот «МиГ» стал единственной потерей в ходе кувейтско-иракской войны.
В ходе операции «Буря в пустыне» по иракским данным МиГ-23МЛ был самым первым самолётом ВВС Ирака, сбитым в воздушном бою, американцы же ошибочно приняли сбитый самолёт за Mirage F1. По иракским данным МиГ-23МФ сбил один F-16, применив УР Р-23 на встречных курсах. По информации аргентинского исследователя Диего Зампини, иракские МиГ-23 в первую ночь конфликта также сумели ракетами «воздух-воздух» подбить два бомбардировщика F-111, Том Купер отмечает, что результаты пусков ракет по F-111 не известны.
Официально американцы отнесли все F-111 и F-16 на зенитный огонь.
Американские «невидимые» бомбардировщики F-117 много раз встречались с иракскими МиГ-23, однако МиГи были не в состоянии их обнаружить.
По американским заявлениям истребители F-15 ВВС США в ходе конфликта сбили 8 иракских МиГ-23. Из 8 заявленных подтвердилась потеря как минимум 3 МиГ-23 ВВС Ирака, пилоты которых погибли: капитан Рахель, майор Хамуд и капитан Хасан и как минимум 1 потеря была опровергнута: «МиГ» капитана Амера Хассана, который США считается сбитым, успешно приземлился неповреждённым. Один МиГ-23МЛ был по ошибке сбит иракским МиГ-29.
В целом было уничтожено 43 иракских МиГ-23 всех модификаций, ещё 10 повреждено. 7 МиГ-23МЛ, 4 МиГ-23БН и 1 МиГ-23УБ были отправлены в Иран. 1 МиГ-23МЛ из улетавших в Иран был сбит иранской ПВО. К концу войны по иракским официальным данным у Ирака оставалось 76 МиГ-23: 17 МиГ-23БН, 21 МиГ-23МЛ, 12 МиГ-23МФ, 13 МиГ-23МС и 13 МиГ-23УБ.
В 1992 году Иран отправил Судану 10 иракских МиГ-23. В 90-х годах эти самолёты наносили удары по боевикам Южного Судана.
Иракские МиГ-23МЛ переданные Сербии успели косвенно поучаствовать в отражении нападения НАТО на Югославию в 1999 году.
После окончания «Бури в пустыне» в 90-х годах иракские МиГ-23 одержали одну воздушную победу. Пилот «МиГа», используя теплопеленгатор ТП-23, совершил успешный пуск ракеты Р-24Т по израильскому беспилотному самолёту совершавшему разведывательный полёт над Ираком.
Последнее столкновение иракских МиГ-23 с вражескими самолётами произошло 9 сентября 1999 года. В этот день над «бесполётной зоной» группа американских истребителей F-14 попыталась перехватить одиночный МиГ-23МЛ. Один американский самолёт выпустил ракету AIM-54. Иракский самолёт увернулся от ракеты после чего ушёл на свой аэродром.

### Израильско-сирийская граница
В октябре 1989 года сирийский лётчик угнал пилотировавшийся им МиГ-23МЛ в Израиль, посадив его на авиабазе Мегиддо (Это был экспортный МиГ-23МЛ, манёвренные качества этой модификации были практически аналогичны МиГ-23МЛ/МЛА, основное отличие от последнего заключалось в наличии более совершенной авионики). Истребитель пролетел незамеченным 7 минут над воздушным пространством Израиля и был обнаружен только лишь когда сел на аэродром, это привело в ярость министра обороны Израиля Ицхака Рабина, который потребовал от начальника генштаба Дана Шомрона начать немедленное разбирательство из за бездействия системы ПВО. Сравнительные испытания самолёта, проведённые израильтянами, показали, что экспортный МиГ-23МЛ имел небольшое превосходство над ранней моделью F-16 в ускорении и «энергетической манёвренности» при скоростях свыше 900 км/час (Однако согласно документам «Практическая аэродинамика самолёта МиГ-23МЛ» и «TO 1F-16CJ-1-1», самолёт F-16CJ (F-16C block 50/52 с двигателем F100-PW-229) имеет преимущество перед МиГ-23МЛ в разгоне на малой высоте, от скорости 600 км/ч до скорости 900 км/ч — 8 против 12 секунд. Сравнение горизонтальной манёвренности самолётов МиГ-23МЛ и F-16CJ показывает значительное превосходство последнего).
Начиная с 2001 года израильские разведывательные БПЛА, в том числе вооружённые, совершали множество полётов над территорией Ливана и иногда над Сирией. На перехват поднимались сирийские МиГ-23, в результате чего некоторые беспилотные самолёты были сбиты. Первый раз сирийский МиГ-23 сбил израильский БПЛА в июле 2001 года.
В апреле 2002 года сирийский МиГ-23МЛ в районе сирийского города Эс-Сувайда сбил израильский БПЛА.
В период второго ливанского кризиса в период с 2006 по 2008 год сирийские истребители МиГ-23 сбили несколько израильских беспилотников на границе, всего сирийские пилоты сбили до двух десятков БПЛА. Например, в октябре 2007 года сирийский МиГ-23МЛ сбил израильский БПЛА, при этом беспилотник был вооружён ракетами «воздух-воздух».

### Война в Нагорном Карабахе
МиГ-23, доставшиеся после распада СССР Азербайджану, эпизодически использовались во время войны в Нагорном Карабахе.

### Эфиопо-эритрейская война
Эфиопия использовала свои МиГ-23 во время затяжной войны с повстанцами в Эритрее.
2 мая 1988 года ударом эфиопских МиГ-23БН на аэродроме Аксум был уничтожен транспортник C-47A (с/н 25288) оказавшийся в руках эритрейских боевиков.
22 апреля 1990 года пара эфиопских МиГ-23БН нанесла удар кассетными бомбами по городу Массауа, в результате чего более 50 мирных жителей погибли на месте и ещё более 50 умерли позднее от ран.
В дальнейшем, после провозглашения независимости Эритреи, самолёты вновь участвовали в боях во время пограничной войны между двумя странами 1998—2000 годов. 25 февраля 1999 года эритрейцы сообщили, что их истребитель МиГ-29, двумя ракетами Р-27, сбил эфиопский МиГ-23БН.

### Гражданская война в Ливии
17 марта 2011 года, во время гражданской войны в Ливии, повстанцы применили для атаки правительственных войск два самолёта МиГ-23, потопив два катера. Два повстанческих МиГ-23 в ходе войны были сбиты.
30 декабря 2014 года вертолёт ПНС в районе нефтяного терминала ас-Сидра был сбит истребителем МиГ-23МЛ Ливийской Национальной Армии.
В 2015 году ливийской армией был сбит один МиГ-23[какой?].

### Гражданская война в Сирии
Сирийские МиГ-23 применяются в гражданской войне. МиГ-23 в ходе войны одержали 2 воздушные победы над беспилотниками и потеряли 1 истребитель в воздушном бою.
23 марта 2014 года пара сирийских МиГ-23МЛ 675-й аэ наносила удар по позициям повстанцев в районе Касаб, граничащем с Турецкой провинцией Хатай. По турецким данным сирийские самолёты нарушили границу и один из них был сбит истребителями F-16C 181 Filo ВВС Турции, сирийский пилот п-к Табет Абдо Исмаил катапультировался над расположением своих войск и с лёгкими травмами был доставлен в госпиталь. Обломки сбитого самолёта были найдены на территории Сирии в 1200 метрах от турецкой границы.
В апреле 2017 года при нанесении Вооружёнными Силами США ракетного удара по базе Эш-Шайрат было уничтожено от 6 (по данным министерства обороны России) до 15 (по данным независимого исследователя Т. Купера) истребителей МиГ-23.
15 июня 2017 года возле приграничного с Иорданией города Даръа сирийский истребитель МиГ-23МЛД, взлетевший с авиабазы Кхалкхалах, ракетой «воздух-воздух» средней дальности Р-24Р (по другому источнику Р-23) сбил иорданский разведывательный беспилотный самолёт итальянского производства Selex ES Falco. На следующий день сирийский МиГ-23МЛД ракетой «воздух-воздух» средней дальности сбил ещё один Selex ES Falco.
Точной информации о потерях МиГ-23 нет; по данным World Air Forces (издание Flight International), в 2011—2014 годах число находящихся на вооружении сирийских ВВС МиГ-23 уменьшилось со 146 до 90 единиц. Вражеским огнём было сбито не менее 9 МиГ-23, остальные разбились или вышли из строя по техническим причинам.

### Война в Тыграе
ВВС Эфиопии применялись МиГ-23БН против повстанцев в Тыграе. К концу 2021 года в операциях потеряно два самолёта.

### Предполагаемые асы МиГ-23
Лётчики, которые бы имели пять подтверждённых побед (критерий титула «ас») на МиГ-23, не известны. Есть гипотезы о двух лётчиках на основании их предположительных побед.
| Пилот      | Страна | Количество побед | Комментарии |
| ---------- | ------ | ---------------- | --- |
| Омар Гобен | Ирак   | 13               | 2 на МиГ-21 и 11 на МиГ-23 (в том числе не менее 1 F-5 и 1 Fokker F27; только 2 победы Гобена подтверждены, остальные неподтверждённые) |
| Али Сабах  | Ирак   | неизвестно       | 6 побед на МиГ-23 и Mirage F1, из них 3 подтверждённые                                                                                  |

## Страны-эксплуатанты МиГ-23
В настоящее время в 7 государствах Азии и Африки эксплуатируется 134 истребителей МиГ-23 различных модификаций. Во всех из них эти самолёты постепенно снимаются с вооружения из-за устаревания и уменьшения ресурса. Ещё при СССР МиГ-23 стоял на вооружении 27 стран. Средний возраст самолётов превышает 40 лет, а морально устаревшая конструкция и небольшой остаточный ресурс делают затруднительной и неоправданной дальнейшую модернизацию. 
- Ангола — 18 Миг-23МЛ и 8 Миг-23 БН/УБ, по состоянию на 2023 год[136]
- Зимбабве — 1 МиГ-23УБ, 2 получено из Ливии, один разбился, по состоянию на 2022 год[137]
- КНДР — 56 Миг-23МЛ и по состоянию на 2023 год[138]
- Ливия — 4 МиГ-23МЛ/БН, по состоянию на 2023 год[139]
  - ПНС —  2 Миг-23БН, по состоянию на 2023 год[139]
  - ЛНА —  2 Миг-23МЛ, по состоянию на 2023 год[139]
- Судан —  3 МиГ-23МС/УБ, по состоянию на 2023 год. До 12 МиГ-23МС и 1 МиГ-23УБ получено из Ливии в конце 80х, оперировались ливийскими пилотами и обслуживались ливийскими техниками. После того как ливийский контингент покинул Судан, самолёты были поставлены на хранение т.к. не было пилотов и техников для их эксплуатации. 4 МиГ-23МС/УБ сохранилось к моменту выхода ливийского контингента в 1990 году, сняты с хранения, отремонтированы и введены в строй. Один из 4 самолётов разбился вскоре после ремонта. Ввиду отсутствия УРВВ пригодны только для ударов по наземным целям.[140]
- Эфиопия — 7 МиГ-23БН/УБ на вооружении. МиГ-23МЛ был снят с вооружения. Из 10 самолётов два были сбиты во время Тыграйской войны, а третий был сбит 23 июня 2021 года, после чего осталось всего 7 истребителей этой модели.[141][142]

### Стоял на вооружении
- Алжир — 40 МиГ-23БН заказаны в 1975 г., поставки начались в 1976 г. 16 МиГ-23МФ поставлено в 1982 г. Последние самолёты были отозваны в 2008 году.[143]
- Болгария — получено 90: 33 МиГ-23БН, 12 МиГ-23МФ, 1 МиГ-23МЛ, 8 МиГ-23МЛА, 21 МиГ-23МЛД и 15 МиГ-23УБ. Сняты с вооружения в 2002 году.
- Венгрия — 16 МиГ-23 (12 МФ и 4 УБ) были выведены из эксплуатации в 1997г. Один из МиГ-23УБ был куплен в 1990 году у ВВС СССР.
- ГДР — 63 МиГ-23 (18 МиГ-23БН, 9 МиГ-23МФ, 28 МиГ-23МЛ, 8 МиГ-23УБ) переданы военно-воздушным силам ФРГ.
- Вьетнам —  Точное количество МиГ-23 неизвестно, но стояли на вооружении Вьетнама в 1979 на базе Камрань.
- Ливия — имела 130 МиГ-23МС/МЛ/БН/УБ на вооружении (большинство на хранении) до гражданской войны в Ливии 2011 года. То, что осталось, перешло правительству-преемнику.
- ДРК — 2 МиГ-23 стояли на вооружении в 2021 году.[144] По состоянию на 2023 год на вооружении не стоят[145]
- Египет — Шесть МиГ-23БН/МС/УБ были отправлены в Китай в обмен на военную технику; Китай использовал их для реконструирования МиГ-23 как Q-6, но, поскольку китайцы не могли реконструировать Р-29 и построить надежный турбовентилятор, единственные использованные элементы МиГ-23 закончились в J-8II. Не менее восьми были переданы в США для оценки.
- Индия — Штурмовики МиГ-23БН были выведены из эксплуатации 6 марта 2009 г., а перехватчики МиГ-23МФ выведены из эксплуатации в 2007 г. По данным «World Air Forces 2020», на вооружении находилось 14 учебно-тренировочных МиГ-23УБ.[146]
- Иран — 12 МиГ-23 были перегнаны из Ирака в 1991. На хранении.
- Ирак — Использовался до падения Саддама Хусейна.
- Казахстан — 2 МиГ-23УБ, по состоянию на 2024 год (на хранении, выставлены на продажу)[147]. Более 60 унаследовано от СССР[148]
- Кот-д’Ивуар — ВВС Кот-д'Ивуара закупили несколько истребителей МиГ-23МЛАЭ-2 у болгарской компании. Они никогда не участвовали в боевых действиях и были конфискованы в Того вскоре после доставки по запросу французского правительства.
- Куба — 16 Миг-23МЛ, 4 Миг-23МФ, 4 Миг-23У, 4 Миг-23УМ. Кроме этого, 20 Миг-23БН, 4 Миг-23МФ, 6 Миг-23МЛ и 2 Миг-23УМ на хранении, по состоянию на 2016 год[149]. МиГ-23МЛ/УБ на вооружении до 2018 г. МиГ-23БН на вооружении до начала 2000-х гг. МиГ-23МФ на вооружении до 90-х годов. По состоянию на 2023 год не на вооружении[150]
- Намибия — ВВС Намибии имели на вооружении 2 МиГ-23.[151] По состоянию на 2023 год на вооружении не стоят.[152]
- Польша — 36 одноместных МиГ-23МФ и 6 учебно-тренировочных МиГ-23УБ были поставлены польским ВВС в период с 1979 по 1982 гг. Сняты с вооружения в сентябре 1999 года.
- Румыния — в 1979—1985 гг. из СССР получено 36 МиГ-23МФ и 10 МиГ-23УБ. В декабре 1995 г. из России получено ещё 2 б/у МиГ-23УБ. 3 Миг-23МФ и 4 МиГ-23УБ разбились. Самолёты стояли на вооружении с июля 1979 по 2001 год[153].
- Баасистская Сирия — 25 Миг-23МФ/МЛ/МЛД/УМ и 20 Миг-23БН/УБ, по состоянию на 2023 год[154]
- СССР — перешли к образовавшимся государствам, около 600 на момент распада[155]
  - / Белоруссия — 63 МиГ-23МЛД/УБ унаследовано от СССР, списаны в начале 90-х.
  - / Россия — около 500 унаследовано от СССР, все на хранении,  либо проданы, либо утилизированы, состояние неизвестно, списаны в 1993 году.
  - / Туркменистан — более 98 унаследовано от СССР (107й и 55й авиаполки, 56я база хранения), списаны.
  - / Украина — 172 МиГ-23 (159 МЛД и 13 УБ) унаследовано от СССР[156][157][158][159][160][161], списаны в начале 90-х.
- Чехословакия — перешли Чехии
  -  Чехия — сняты с вооружения в 1994(БН и МФ) и 1998(МЛ и УБ) годах.
- Шри-Ланка — 1 Миг-23УБ, небоеспособен, по состоянию на 2023 год[162]

### МиГ-23 в США
После охлаждения отношений между Египтом и СССР дальнейшая эксплуатация советской матчасти в Египте стала проблематичной, так как прекратилось техническое сопровождение со стороны СССР. В результате чего египтяне стали искать каналы помощи, и партия самолётов и вертолётов, в том числе не меньше десятка МиГ-23 оказались в США. Самолёты в разобранном виде доставили на авиабазу Эдвардс, где их тщательно изучили, но сборку и облёт выполнили в Грум-Лейк.
Испытания самолётов (программа «Хэв Пэд», англ. Have Pad) проводились под эгидой управления иностранной техники ВВС США (Foreign Technology Division USAF), но затем часть истребителей передали 4477-й эскадрилье «Красные орлы» (более известные как «Бандиты»), специализирующиеся на опытной эксплуатации советской техники. Согласно книге Стива Дэвиса «Red Eagle. America’s Secret MiGs», перевод технической документации на самолёт выполнялся в Центре технической разведки ВВС США.
1 ноября 1980 года первый МиГ-23 прибыл на аэродром Тонопа, штат Невада (англ. Tonopah Test Range Airport) 4477-й испытательной авиагруппы (4477th Test and Evaluation Flight RED EAGLES).
В общей сложности на МиГ-23 в 4477-й эскадрилье летало 32 лётчика. Больше всех налетал Томас И. Дрейк («бандит 42») — 249 полётов. Выполнялись как ознакомительные и учебные бои, так и выполнялись исследовательские полёты на снятие радиолокационной и тепловой сигнатур советских самолётов.
Исправность парка МиГ-23 всё время эксплуатации в США была очень низкая по причине отсутствия запчастей и комплектующих.
21 октября 1982 года во время учебного боя с F-5E из-за пожара двигателя разбился МиГ-23БН (бортовой номер «023», серийный номер ВВС США «002»), лётчик Марк Постай («бандит 25») погиб.
26 апреля 1984 года на МиГ-23 из-за потери управления на большой сверхзвуковой скорости разбился заместитель командующего AFSC (англ. Air Force System Command, командование авиационных систем ВВС США) генерал-лейтенант Роберт Бонд.
Последние полёты на МиГ-23 лётчики 4477-й эскадрильи выполнили 4 марта 1988 года, затем эти самолёты были проданы частным лицам.
Американские лётчики отмечали отличные разгонные и скоростные характеристики самолёта, нормальную эргономику кабины, но существенные трудности с устойчивостью и управляемостью. Технический персонал авиабазы технологичность обслуживания и ремонта самолёта характеризовал как «чудовищно».
14 августа 2023 года в США на авиашоу «Гром над Мичиганом» потерпел крушение истребитель МиГ-23, принадлежащий частному лицу. Пилот и пассажир успели катапультироваться. За авиакатастрофой наблюдали зрители, пришедшие на шоу Thunder Over Michigan. Очевидцы рассказали, что самолёт рухнул прямо на парковку жилого комплекса в городе Белвиль. Повреждения получили несколько автомобилей. На парковке в тот момент никого не было. В результате инцидента никто не пострадал.

## Аварии и катастрофы
| - 16 сентября 1970 года, испытывая самолёт, погиб лётчик-испытатель М. М. Комаров. - 23 сентября 1970 года катастрофа самолёта МиГ-23С. Аэродром Ахтубинск, ГК НИИ ВВС. - 26 сентября 1971 года произошло возгорание на самолёте МиГ-23С, была совершена аварийная посадка в поле. Лётчик-испытатель Шкурат В.Т не сумел выбраться из кабины и сгорел в самолёте. - 8 июня 1972 года, катастрофа самолёта МиГ-23УБ. Самолёт упал из-за остановки двигателя на территории Иркутского завода. Лётчики-испытатели Куркай Г. М. и Новиков В. Ф. погибли. - 21 сентября 1973 года аэродром Щучин, конструктивно-производственный дефект, лётчик катапультировался. - 20 мая 1974 года, авария самолёта МиГ-23УБ, аэродром Степь. - 8 января 1976 года, катастрофа самолёта МиГ-23М, 92-й иап - 16 января 1976 года, авария самолёта МиГ-23УБ, аэродром Россь, БССР. Разрушение в воздухе левой ПЧК. Лётчики м-р Фёдоров Ю. Н. и м-р Кочегаров В. М. успешно катапультировались. - 29 марта 1976 года, авария самолёта МиГ-23Б, аэродром Степь. - 30 октября 1976 года, катастрофа самолёта МиГ-23М, лётчик-испытатель Солошенко А. Ю. погиб. - 27 мая 1977 года, авария самолёта МиГ-23Б, аэродром Степь. - 3 июня 1977 года произошла катастрофа самолёта МиГ-23УБ близ города Егорьевска Московской области. Погибли лётчики-испытатели А. И. Лысенко и Г. В. Мамонтов. - 8 июля 1977 года, авария самолёта МиГ-23Б, аэродром Степь. - 25 июля 1977 года, авария самолёта МиГ-23Б, аэродром Степь. - 21 сентября 1977 года, катастрофа самолёта МиГ-23Б во время демонстрационного полёта в Алжире, лётчик-испытатель Кашин А. М. погиб. - 22 марта 1978 года, авария самолёта МиГ-23Б, аэродром Степь. - 21 сентября 1978 года произошла авария самолёта МиГ-23МЛ (979-й истребительный авиационный полк, аэродром Щучин), лётчик старший лейтенант Сидоренко Г. Д. Пожар двигателя из-за отрыва лопатки турбины. Лётчик пытался посадить аварийную машину, но катапультировался при заходе на посадку в районе второго разворота из-за начавшейся неконтролируемой продольной раскачки. - 8 июня 1979 года, авария МиГ-23М в 35-м иап. - 8 июля 1979 года, авария МиГ-23М в 35-м иап. - 30 июля 1979 года, авария МиГ-23М в 179-м иап. - 22 ноября 1979 года, авария МиГ-23УБ в 35-м иап. - 19 февраля 1980 года, катастрофа МиГ-23МЛ. - 15 марта 1980 года, катастрофа самолёта МиГ-23УБ. Экипаж: курсант 3-го курса Сосновский и лётчик-инструктор к-н Зыгин. Инструктор вывел самолёт на продольную раскачку, с которой справится не сумел — из-за сильных перегрузок экипаж стал неработоспособен, самолёт столкнулся с землёй на удалении 18 км от аэродрома. - 28 марта 1980 года, катастрофа МиГ-23МЛА. - 15 апреля 1980 года, катастрофа самолёта МиГ-23, лётчик л-т Бондарев С. А. Самолёт взорвался на взлёте. - 14 февраля 1981 года, катастрофа самолёта МиГ-23, ГСВГ, лётчик п/п-к Фёдоровский В. Я. При выполнении пилотажа столкнулся с землёй близ г. Гирслебен, ГДР, лётчик погиб. Причина не установлена. - 20 февраля 1981 года, катастрофа самолёта МиГ-23Б, аэродром Степь. Лётчик погиб. - 8 июля 1981 года, катастрофа самолёта МиГ-23МЛ, аэродром Смирных, командир АЭ Псарёв В. При заходе на посадку в СМУ столкнулся с сопкой, лётчик погиб. - 4 ноября 1981 года, авария самолёта МиГ-23Б, аэродром Степь. - 23 марта 1983 года, катастрофа самолёта МиГ-23УБ, аэродром Ахтубинск, экипаж: лётчик-испытатель, п/п-к Головин В. В. и лётчик-испытатель м-р Ильин А. П. Экипаж погиб при выполнении испытательного полёта. - 6 апреля 1983 года, катастрофа МиГ-23М в 22-и иап. - 21 апреля 1983 года, катастрофа МиГ-23УБ в 179-м апиб. - 30 мая (31) 1983 года. 683 иап Бобровка, полёт парой для отработки типовых атак, ведущий к-р АЭ п/п-к Заговенков, ведомый к-н Малышев. Столкновение в воздухе: в процессе пристраивания ведомый потерял ориентировку и снизу «въехал» в ведущего. Оба самолёта потеряны, лётчики катапультировались. - 1 августа 1983 года, катастрофа МиГ-23УБ в 701-м уап. - 26 сентября 1983 года, катастрофа МиГ-23УБ в 715-м уап. - 3 октября 1983 года, катастрофа МиГ-23МЛА в 905-м иап. - 13 октября 1983 года, МиГ-23 ПрикВо, перелёт из Мукачево в Ивано-Франковск, в авиакатастрофе возле горы Горган Илемский (хребет Аршица) погиб лётчик майор Уралов. - 3 февраля 1984 года, катастрофа МиГ-23УБ 849-го иап ПВО, аэродром Купино. Экипаж, в составе: зам. командира АЭ по ВР, военный лётчик 1-го класса капитан Плаксин А. М., командир АЭ, военный лётчик 1-го класса подполковник Барбакадзе А. В. Самолёт упал в результате ошибки пилотирования, экипаж погиб. - 2 марта 1984 года, катастрофа МиГ-23МЛ 979-го иап. - 5 марта 1984 года, катастрофа МиГ-23П 393-го иап. - 9 апреля 1984 года, катастрофа МиГ-23М 5-го иап. - 16 апреля 1984 года, катастрофа МиГ-23МЛД 120-го иап. - В 1985 году в 116-м Центре боевого применения авиации (Астрахань) во время стрельбы пары кубинских лётчиков на МиГ-23МЛ по учебной мишени ведомый по ошибке выпустил ракету Р-24Р по своему ведущему и поразил его самолёт. Ведущий катапультировался, но после приземления умер от полученных травм. - 10 июля 1986 года, катастрофа самолёта МиГ-23УБ, лётчики: замполит АЭ м-р Попов А. и командир АЭ п/п-к Шаламов Н. Аварийная посадка по причине зависания оборотов двигателя. Самолёт приземлился с большим недолётом до ВПП и остановился горящий в 150—200 метров от торца. Экипаж не смог выбраться и сгорел с самолётом. - 8 августа 1986 года, катастрофа самолёта МиГ-23УБ, аэродром Сокол. Экипаж — главный штурман 11 ОА ПВО п-к Луговкин и начальник СБП 11 ОА ПВО п/п-к Туниев В. Г. При выполнении пилотажа на малой высоте самолёт столкнулся с водной поверхностью Татарского пролива. - 4 марта 1987 года, 683 иап — Бобровка. Экипаж: зам. к-ра иап п/п-к Дорогов и инспектор 4О-й армии п/п-к Шилов. Катастрофа, ошибка в пилотировании при стрельбе по наземной цели. - 21 апреля 1987 года, катастрофа самолёта МиГ-23УБ, аэродром Липецк. Лётчики м-р Новосёлов В. И. и м-р Захаров Е.И уводили аварийный самолёт от с. Колыбельское Чаплыгинского района Липецкой области и погибли. Посмертно награждены орденами Красного знамени. - 29 апреля 1987 года катастрофа самолёта МиГ-23М, аэродром Кремово, лётчик ст. л-т Канатников Е. М. погиб. - В октябре 1987 года (точная дата неизвестна), аэродром Щучин. Самолёт МиГ-23МЛ столкнулся с землёй при атаке наземной цели на полигоне «Ружаны», лётчик м-р Пигалицын погиб. - 14 июня 1988 года, катастрофа самолёта Миг-23М, аэродром Стрый, лётчик к-н Лукаш В. При взлёте в двигатель попала птица, возник пожар. Лётчик успешно катапультировался, самолёт упал в село, разрушив три дома. Погибло два человека. - Летом 1988 года произошла авария самолёта МиГ-23УБ 684-го гвардейского истребительного авиаполка: при заходе на посадку на аэродром Тирасполь на глиссаде произошло попадание птицы в воздухозаборник. Лётчики увели самолёт влево от центра города и пляжа и успешно катапультировались. Инструктор майор Чмут покинул машину первым согласно порядку катапультирования, второй лётчик успел покинуть самолёта в последний момент, его парашют раскрылся благодаря взрыву упавшего самолёта, ударившемуся о берег в 3 метрах от воды. При падении самолёта получили сильные ожоги двое детей, которые купались в стороне от пляжа вдоль дамбы. Один десятиклассник впоследствии скончался в больнице. - 15 ноября 1988 года, катастрофа самолёта МиГ-23МЛД,849-го иап ПВО аэродром Купино. При выполнении полёта на предельно малой высоте самолёт столкнулся с землёй, лётчик начальник ВОТП АП м-р Кириллов С. М. погиб. - 12 декабря 1988 года, авария самолёта МиГ-23УБ, аэродром Степь. - Катастрофа МиГ-23 в Бельгии 4 июля 1989 года. Самолёт МиГ-23М 871-го иап, аэродром Колобжег (ПНР), лётчик — начальник политотдела 239-й авиационной дивизии полковник Скуридин Н. Е. После взлёта в процессе набора высоты на 41-й секунде полёта лётчик услышал хлопок в воздухозаборнике с падением оборотов двигателя. Лётчик доложил об отказе РП и получив разрешение на катапультирование, покинул самолёт. Однако, через 6 секунд после покидания машины лётчиком, двигатель восстановил работоспособность. Самолёт, находясь в режиме стабилизации пространственного положения, постепенно набрал высоту практического потолка около 12000 метров и со скоростью около 740 км/час (крыло было в положении минимальной стреловидности) проследовал в западном направлении, пересёк территорию Польши и ГДР. После входа самолёта в воздушное пространство ФРГ на перехват была поднята пара F-15. В сопровождении F-15 МиГ-23М пролетел над ФРГ, Нидерландами, Бельгией. Наконец топливо выработалось, и МиГ, удерживаемый автоматикой, перешёл в планирование. Беспилотный самолёт пролетел в общей сложности 901 км и упал в районе франко-бельгийской границе на жилой дом в бельгийской деревне Беллегем. При падении самолёта погиб 19-летний бельгиец Вим Деларе. Причина сбоя в двигателе достоверно установлена не была. СССР выплатил Бельгии компенсацию за разрушения в размере 685 000 долларов. - 1989 год, аэродром Мары-1. МиГ-23УБ, пилотаж над точкой, сваливание в штопор. Лётчики (командир полка и начальник штаба) катапультировались. - 27 декабря 1989 г. аэродром Халино. У самолёта Миг-23 лейтенанта Борщ отказал двигатель. Лётчик увёл самолёт в сторону села Сапогово и катапультировался, а истребитель рухнул в поле. - 16 февраля 1990 года, авария самолёта МиГ-23, аэродром Домбаровский. Грубая посадка, повреждение фюзеляжа. Лётчик невредим. - 26 февраля 1990 года, авария самолёта МиГ-23МЛД, аэродром Арциз, 737-й иап, лётчик ст. л-т Первозванский О. В. успешно катапультировался. Самолёт упал из-за полной выработки топлива на удалении 3 км от аэродрома. - 24 марта 1990 г на аэродроме Буревестник днём в ПМУ произошла катастрофа МиГ-23МЛД, пилотируемого заместителем командира полка военным лётчиком 1-го класса подполковником Бодяк А. В. Лётчик выполнял задание по упражнению 102 КБП АПВО ИОН-86 — полёт в зону на сложный пилотаж. На 15-й минуте полёта радиолокационная проводка самолёта и радиосвязь с экипажем прекратилась. Экипаж вертолёта спасания Ми-8т место падения самолёта в воду обнаружил на удалении 28 км от аэродрома и 7 км от береговой черты. Лётчик погиб. Причину лётного происшествия установить не удалось из-за падения самолёта в акваторию Охотского моря на большую глубину. - 4 апреля 1990 года, день, СМУ. Катастрофа самолёта МиГ-23УБ, аэродром Мерия, 841-й гмапиб, лётчики командир звена к-н Шебет В. Н. и командир АЭ м-р Левахин Е. Н. При полёте на предельно-малой высоте самолёт столкнулся с водной поверхностью. Причина ЛП не установлена. - 17 мая 1990 года, катастрофа самолёта МиГ-23М, аэродром Домбаровский, лётчик л-т Кулешов В. М. В результате череды грубых ошибок при посадке и неправильных подсказок РП самолёт грубо скозлил и разрушился, лётчик погиб. - 18 мая 1990 года, авария самолёта МиГ-23М, аэродром 10-й участок, лётчик начальник штаба АЭ капитан Цуканов Г. А. По неустановленной причине произошла преждевременная выработка топлива и остановка двигателя. Лётчик успешно катапультировался. - 14 июня 1990 года, авария самолёта МиГ-23М, аэродром Мерия, лётчик л-т Бояров Ю. И. По неустановленной причине произошёл выброс моторного масла с последующим заклиниванием двигателя. Самолёт упал в море при заходе на посадку, лётчик катапультировался. - 29 июня 1990 года, авария самолёта МиГ-23М, аэродром Сальск, курсант Деревянко О. С. Отказ топливной аппаратуры двигателя, выразившейся в ненормальной реакции на перемещение РУД. Лётчик катапультировался. - 5 сентября 1990 года, авария самолёта МиГ-23МЛД, аэродром Постовая, лётчик ст. л-т Приезжев В. В. Пожар двигателя. Лётчик дотянул машину до берега и благополучно катапультировался на высоте 900 метров. - 15 октября 1990 года, катастрофа самолёта МиГ-23П, аэродром Приволжский, 393-й гиап, лётчик ст. л-т Влазнев С. А. погиб. - 26 октября 1990 года, самолёт МиГ-23П, аэродром Туношна. Самолёт разрушился из-за превышения эксплуатационной перегрузки. - 30 ноября 1990 года, авария МиГ-23МЛД, аэродром Постовая, 308-й иап. - 31 января 1991 года, авария самолёта МиГ-23П, аэродром Домбаровский, лётчик командир звена к-н Плотников Е. Е. При выполнении облёта произошёл отказ двигателя с разрушением корпуса основной камеры сгорания. Лётчик катапультировался. - 8 апреля 1991 года. 120-й иап, Домна. Катастрофа МиГ-23УБ. - 3 июня 1991 года, авария самолёта МиГ-23МЛД, аэродром Центральная Угловая, лётчик начальник ВОТП АП м-р Иваненко В. Г. В процессе разбега самолёт сошёл с ВПП на грунт и далее уехал в лес, где разрушился и сгорел, лётчик благополучно успел катапультироваться. Причина ЛП — некачественный ремонт агрегата У-135 на АРЗ. - 7 июня 1991 года в 20:32, на аэродроме Даугавпилс потерпел катастрофу учебно-боевой самолёт МиГ-23 ВВС ПрибВО. Экипаж в составе полковника Осиповского В. Л. и старшего лейтенанта Климова А. А. погиб. Самолёт упал на территории аэродрома. На земле жертв и разрушений нет. Учебно-боевой самолёт вооружения и боеприпасов на борту не имел. - 5 июля 1991 года, авария самолёта МиГ-23П, аэродром Туношна, лётчик ст. л-т Алюшин В. В. На седьмой минуте полёта произошёл отказ двигателя, как было установлено, из-за «попадания постороннего металлического предмета». Лётчик катапультировался. - 15 июля 1991 года, катастрофа самолёта МиГ-23П в Нижнем Тагиле, лётчик — командир звена капитан Хохлов А. И., СМУ. Самолёт столкнулся с землёй из-за ошибки в технике пилотирования. - 21 января 1992 года, авария самолёта МиГ-23П, аэродром Нижний Тагил, лётчик начальник СЛИ п/п-к Марьин В. Н. Пожар, лётчик катапультировался. - 11 февраля 1992 года, авария самолёта МиГ-23МЛД, аэродром Хвалынка, лётчик командир звена к-н Шудря Н. И. Пожар двигателя из-за разрушения камеры сгорания. Лётчик благополучно катапультировался на высоте 200 метров при вращении самолёта. - 9 апреля 1992 года, авария самолёта МиГ-23УБ, аэродром Сальск, лётчики м-р Павленко И. В. и к-н Чечётка В. Д. Облёт самолёта после замены двигателя. Отказ двигателя в результате попадания постороннего предмета (инструмента) в газовоздушный тракт. Экипаж катапультировался. - 28 апреля 1992 года, катастрофа самолёта МиГ-23УБ, аэродром Данилово, лётчики к-н Полукаров В. С. и инструктор помощник командира ИАП по работе с л/с п/п-к Челпанов В. Ю. Сваливание самолёта в результате ошибки пилотирования. Экипаж погиб. - 27 мая 1992 года, авария самолёта МиГ-23МЛД, аэродром Постовая, лётчик п/п-к Шульга В. И. Усталостное разрушение деталей компрессора двигателя. Лётчик тянул машину до последнего и катапультировался при заходе на посадку на высоте 300 метров. - 18 января 1993 года, авария самолёта МиГ-23МЛД, аэродром Буревестник, лётчик командир звена к-н Рыбаков Л. Н. Отказ двигателя, лётчик катапультировался. - В марте 1993 года у заместителя командира части 152-го иап подполковника Н. Е. Осауленко при совершении посадки у МиГ-23 не сработала носовая опора шасси. Лётчик увёл самолёт подальше от аэродрома. Там Осауленко выполнил каскад фигур высшего пилотажа с большими перегрузками и таким образом заставил переднюю опору шасси покинуть свою нишу, после чего совершил посадку. - 24 июня 1993 года авария самолёта МиГ-23УБ, аэродром Домбаровский, лётчики ст. л-т Чернов Л. В. и командир звена м-р Оларь Л. Г. Отказ системы управления. При заходе на посадку лётчики приняли решение на покидание плохо управляемой машины и благополучно катапультировались на высоте 120 метров. - 11 августа 1993 (1983?) года, авария самолёта МиГ-23УБ, аэродром Купино, лётчики л-т Анохин Е. А. и п/п-к Туманов В. В. Командир 3-й эскадрильи и обучаемый лётчик (лейтенант). Прогрессирующий «козёл» на посадке, попытка инструктором ухода на второй круг с выводом двигателя на «максимал» и выпуск тормозного парашюта обучаемым лётчиком, потеря скорости и сваливание самолёта на крыло. Экипаж успешно катапультировался на высоте 5—10 метров, неуправляемый самолёт приземлился в конце ВПП и укатился в берёзовую рощу. - 2 марта 1994 года, авария самолёта МиГ-23П, аэродром Халино, ДПМУ. Самовыключение двигателя в полёте в результате потери газодинамической устойчивости компрессора вследствие повреждения его элементов лопаткой приставки перепуска воздуха из-за её усталостного разрушения. Майор Владимир Живолуп трижды безрезультатно пытался запустить двигатель. Самолёт планировал и лётчик попытался отвести истребитель от города. Самолёт упал на окраину Курска, прорубив просеку в берёзовой роще и разрушив жилой дом № 59-а по улице Братской. Деревянный дом загорелся и в огне погибла пожилая женщина, а двоих малышей вытащила из горящего дома проходившая мимо почтальонка. Лётчик остался жив. - 6 сентября 1994 года, катастрофа самолёта МиГ-23УБ, аэродром Туношна, лётчики Зарипов Ю. и Костенич А. Традиционный прощальный полёт последнего самолёта над гарнизоном (все остальные уже перегнали). При выполнении второго прохода на высоте 50 метров была выполнена бочка без увеличения тангажа — самолёт столкнулся с землёй. - 22 марта 1995 года, катастрофа самолёта МиГ-23УБ, аэродром Приволжский. Сваливание. При катапультировании инструктор получил лёгкие травмы, лётчик из-за малого запаса высоты погиб. - 10 ноября 1995 года МиГ-23 ВВС Индии упал в лес. - 12 февраля 1996 года авария самолёта Миг-23П, аэродром Нижний Тагил, лётчик — замкомандира АЭ м-р Горбань А. А. Самовыключение двигателя из-за разрушения насоса-датчика НД-55. Лётчик катапультировался. - 4 апреля 1997 года авария самолёта МиГ-23УБ, аэродром Сальск, курсант 4-го курса Симонов Д. И. и лётчик-инструктор ст. л-т Мелешкин С. П. Выполнено три неудачных захода на посадку и затем — катапультирование в зоне покидания после полной выработки топлива. Причины ЛП — попадание лётчика-инструктора в условия, не соответствующие уровню его подготовки. - 05 июля 2016 года в ходе боевого вылета МиГ-23 ВВС Ливии упал недалеко от Бенгази. Лётчик — полковник ВВС Идрис аль-Обейди катапультировался, но от полученных травм скончался. - 21 сентября 2016 года МиГ-23 разбился после взлёта на севере от Дамаска, в регионе Восточный Каламун, на территории под контролем ИГ. - 22 декабря 2016 года МиГ-23УБ ВВС Ливии номер 8272 потерпел крушение. Причина катастрофы пока неизвестна. Лётчик — инструктор погиб. |

## Сохранившиеся экземпляры
| Тип         | Бортовой номер               | Местонахождение | Изображение |
| ----------- | ---------------------------- | --- | ----------- |
| МиГ-23      |                              | Технический музей ОАО «АвтоВАЗ», Тольятти |             |
| МиГ-23      | 35                           | Российский государственный технологический университет имени К. Э. Циолковского |             |
| МиГ-23МЛА   |                              | г. Луховицы |             |
| МиГ-23УБ    |                              | Площадь перед РСК «МиГ» г. Луховицы |             |
| МиГ-23      | 35                           | с. Кремово в Михайловском районе Приморского края |             |
| МиГ-23      | 231                          | Центральный музей Военно-воздушных сил РФ, Монино |             |
| МиГ-23      | 24                           | Монино, при въезде со стороны города Лосино-Петровский |             |
| МиГ-23      | 57                           | Парк Победы в Нижнем Новгороде |             |
| МиГ-23      | 45                           | В Богородске Нижегородской области |             |
| МиГ-23МЛД   |                              | Военно-исторический комплекс имени Н. Д. Гулаева Аксай, Ростовская область, Россия |             |
| МиГ-23      | 07                           | г. Задонск Липецкая область |             |
| МиГ-23      | 03                           | с. Хлевное Липецкая область |             |
| МиГ-23СМ    |                              | МФТИ — факультет аэромеханики и летательной техники, г. Жуковский |             |
| МиГ-23      |                              | Таганрогский музей авиационной техники |             |
| МиГ-23      |                              | Путятино (Рязанская область). Установлен в сквере «Памяти героев» в честь земляка Героя Советского Союза Алексухина В. Т. повторившего подвиг Гастелло Н. Ф. |             |
| МиГ-23      |                              | Минский государственный высший авиационный колледж |             |
| МиГ-23      |                              | Аэродром Угловое (Приморский край) |             |
| МиГ-23      |                              | г. Бобров |             |
| МиГ-23      |                              | г. Тверь, используется в качестве памятника напротив НИИ информационных технологий по адресу ул. Володарского, д. 3. Самолёт установлен в 2009 году в честь сотрудников института — ветеранов Великой Отечественной войны, Военно-воздушных сил и частей противовоздушной обороны. |             |
| МиГ-23      |                              | Киевский политехнический институт — факультет авиационных и космических систем (ФАКС) |             |
| МиГ-23БМ    | 05                           | Государственный музей авиации (Киев) |             |
| МиГ-23МЛ    | 54                           | Государственный музей авиации (Киев) |             |
| МиГ-23М     | 01                           | Музей Великой Отечественной войны (Киев) |             |
| МиГ-23УБ    |                              | Минский музей авиационной техники центрального аэроклуба ДОСААФ |             |
| МиГ-23УБ    | 11                           | Музей авиации, г. Курган |             |
| МиГ-23      |                              | Выставочный комплекс «Салют, Победа!» |             |
| МиГ-23      |                              | Московский авиационный институт |             |
| МиГ-23М     | 04                           | Смоленск, ОГБУК «Смоленский государственный музей-заповедник», Смоленская область, город Смоленск, ул. Коммунистическая, 4 | Фото        |
| МиГ-23      | 56                           | Музей военной техники «Военная горка», г. Темрюк |             |
| МиГ-23МЛД   | 40                           | Военно-исторический музей Воздушных сил Вооружённых Сил Украины |             |
| МиГ-23УБ    |                              | Национальный университет обороны Украины |             |
| МиГ-23      |                              | Подмосковье, г. Ступино |             |
| МиГ-23      | 236                          | п. Лазаревское, г. Сочи |             |
| МиГ-23      |                              | Украина, Лиманское |             |
| МиГ-23Б     | 31                           | Россия, г. Ангарск Музей Победы |             |
| МиГ-23МФ    | 25                           | г. Токмак, Кыргызстан, на въезде в город | Фото        |
| МиГ-23УБ-КО |                              | г. Ахтубинск Астраханской области, на пересечении улиц Черно-Иванова и Циолковского |             |
| МиГ-23УБ    |                              | пос. Белоозёрский Воскресенского района Московской области (1 июня 2016 года) |             |
| МиГ-23М     | 01 (2018 год, ранее 04 и 22) | Кубинка (Московская область), площадка рядом с автомобильной парковкой (координаты 55°36’20"N 36°37’37"E) |             |
| МиГ-23УБ    | 09                           | Жуковский (Московская область) на подъездной дороге на территории ЛИИ имени М.М, Громова (координаты 55°34’42"N 38°7’40"E) |             |
| МиГ-23С     |                              | Жуковский (Московская область) во дворе здания по улице Гагарина д.16, используется в качестве наглядного (учебного) пособия военной кафедрой ФАЛТ МФТИ (координаты 55°36’15"N 38°6’24"E)                                                                                          |             |
| МиГ-23      | 28                           | Красноярск, во дворе здания по ул. Академгородок д.13А, используется в качестве наглядного (учебного) пособия Военно-инженерным институтом СФУ (координаты 55°59’06.3"N 92°45’16.0"E)                                                                                              |             |
| МиГ-23      |                              | деревня Красная Воля Лунинецкого района Брестской области Беларусии, вощле школы (координаты 52.369006, 27.060594) |             |
| МиГ-23      |                              | г. Старый Оскол (на въезде, координаты 51.348874, 37.851248) |             |
| МиГ-23МЛД   | 25                           | Парк Мира, г. Кременчуг |             |
| МиГ-23      | 40                           | В городе Каменск-Шахтинский Ростовской области, на территории филиала парка «Патриот». |             |
| МиГ-23МЛД   | 47                           | г. Майкоп,Республика Адыгея. Памятник в сквере Победы, на месте где до 1934 года базировался местный аэроклуб. | фото        |
| МиГ-23М2D   | 2786                         | Музей ВВС Израиля на авиабазе Хацерим в пустыне Негев, Израиль |             |
| МиГ-23      |                              | г. Балашиха, мкр. Заря (сквер Семьи, любви и верности) |             |

## Тактико-технические характеристики
Источник данных: Практическая аэродинамика самолётов МиГ-23МЛ и МиГ-23УБ; С. Мороз «Истребитель МиГ-23»
| ТТХ МиГ-23 различных модификаций                                      |                                                  |                                            |                                         |                                         |                                         |
|                                                                       | МиГ-23МЛ                                         | МиГ-23УБ                                   |                                         |                                         |                                         |
| Технические характеристики                                            |                                                  |                                            |                                         |                                         |                                         |
| Экипаж                                                                | 1                                                | 2                                          |                                         |                                         |                                         |
| Длина, м                                                              | 16,7                                             | 16,42                                      |                                         |                                         |                                         |
| Размах крыла, м                                                       | 7,78 / 14,0                                      | 7,78 / 14,0                                |                                         |                                         |                                         |
| Высота, м                                                             | 5,0                                              | 4,82                                       |                                         |                                         |                                         |
| Площадь крыла, м²                                                     | 34,16 / 37,27                                    | 34,16 / 37,27                              |                                         |                                         |                                         |
| Коэффициент удлинения крыла                                           | 1,48 / 5,26                                      | 1,48 / 5,26                                |                                         |                                         |                                         |
| Коэффициент сужения крыла                                             | 2,36 / 2,95                                      | 2,36 / 2,95                                |                                         |                                         |                                         |
| Угол стреловидности по передней кромке (по указателю в кабине пилота) | 74°40' / 47°40' / 18°40' (72° / 45° / 16°)       | 74°40' / 47°40' / 18°40' (72° / 45° / 16°) |                                         |                                         |                                         |
| База шасси, м                                                         | 5,77                                             | 5,81                                       |                                         |                                         |                                         |
| Колея шасси, м                                                        | 2,66                                             | 2,86                                       |                                         |                                         |                                         |
| Масса пустого, кг                                                     | 10 550                                           | 10 700                                     |                                         |                                         |                                         |
| Нормальная взлётная масса, кг                                         | 15 600                                           | 15 150                                     |                                         |                                         |                                         |
| Максимальная взлётная масса, кг                                       | 20 100                                           | 18 970                                     |                                         |                                         |                                         |
| Масса топлива, кг                                                     | 3319                                             | 3120                                       |                                         |                                         |                                         |
| Объём топлива, л                                                      | 4300                                             | 4050                                       |                                         |                                         |                                         |
| Силовая установка                                                     | 1 × ТРДФ Р35                                     | 1 × ТРДФ Р27Ф2М-300                        |                                         |                                         |                                         |
| Бесфорсажная тяга, кгс (кН)                                           | 1 × 8550 (83,9)                                  | 1 × 6900 (67,7)                            |                                         |                                         |                                         |
| Форсажная тяга, кгс (кН)                                              | 1 × 13000 (127,5)                                | 1 × 10000 (98,1)                           |                                         |                                         |                                         |
| Лётные характеристики                                                 |                                                  |                                            |                                         |                                         |                                         |
| Непревышаемое число Маха                                              | 2,35                                             | 2,35                                       |                                         |                                         |                                         |
| Максимальная скорость, км/ч                                           | 2500                                             | 2500                                       |                                         |                                         |                                         |
| Максимальная скорость у земли, км/ч                                   | 1400                                             | 1400                                       |                                         |                                         |                                         |
| Скорость отрыва, км/ч                                                 | 280                                              | 290                                        |                                         |                                         |                                         |
| Посадочная скорость, км/ч                                             | 250                                              | 260                                        |                                         |                                         |                                         |
| Практическая дальность, км (на высоте 200 м с 2 × Р-23)               | 900                                              | —                                          |                                         |                                         |                                         |
| Практическая дальность, км (на высоте 10—12 км, при М = 0,74—0,77)    | 1450                                             | 1210                                       |                                         |                                         |                                         |
| Перегоночная дальность, км                                            | 2360 (с 3 × ПТБ)                                 | 1550 (с 1 × ПТБ)                           |                                         |                                         |                                         |
| Практический потолок, м                                               | 17 700                                           | 15 800                                     |                                         |                                         |                                         |
| Скороподъёмность, м/с                                                 | 215                                              | 145                                        |                                         |                                         |                                         |
| Длина разбега, м                                                      | 450                                              | 700                                        |                                         |                                         |                                         |
| Длина пробега, м                                                      | 750/880                                          | 850/1250                                   |                                         |                                         |                                         |
| Нагрузка на крыло (расч.), кг/м²                                      | 456,7 / 418,6                                    | 443,5 / 406,5                              |                                         |                                         |                                         |
| Тяговооружённость (расч.)                                             | 0,548 / 0,833                                    | 0,455 / 0,66                               |                                         |                                         |                                         |
| Максимальная эксплуатационная перегрузка                              | + 8,5 g                                          | + 8,0 g                                    |                                         |                                         |                                         |
| Аэродинамическое качество                                             | 12,1                                             | —                                          |                                         |                                         |                                         |
| Вооружение                                                            |                                                  |                                            |                                         |                                         |                                         |
| Стрелково-пушечное                                                    | 1 × 23 мм пушка ГШ-23Л                           | 1 × 23 мм пушка ГШ-23Л                     |                                         |                                         |                                         |
| Точек подвески                                                        | 5                                                | 5                                          |                                         |                                         |                                         |
| Ракеты «воздух-воздух»                                                | 2 × Р-23Р/Т или Р-24Р/Т 2—4 × Р-13М или 2-6 Р-60 | 4 × Р-3с или Р-13М или Р-60                |                                         |                                         |                                         |
| Ракеты «воздух-поверхность»                                           | 2 × Х-23М                                        | 2 × Х-23М                                  |                                         |                                         |                                         |
| НАР                                                                   | 4 × 16 × С-5 или 2 × С-24Б                       | 4 × 16 × или 2 × 32 × С-5 или 2 × С-24Б    | 4 × 16 × или 2 × 32 × С-5 или 2 × С-24Б | 4 × 16 × или 2 × 32 × С-5 или 2 × С-24Б | 4 × 16 × или 2 × 32 × С-5 или 2 × С-24Б |
| Авиабомбы                                                             | до 2000 кг                                       | до 1000 кг                                 |                                         |                                         |                                         |